# Provincia di Ancona
La provincia di Ancona è un ente locale territoriale delle Marche che conta 461 147 abitanti con capoluogo ad Ancona. Affacciata ad est sul mar Adriatico, confina a nord-ovest con la provincia di Pesaro e Urbino, a sud con la provincia di Macerata e a ovest con l'Umbria (provincia di Perugia).

## Storia
I primi insediamenti risalgono all'Età del bronzo e del ferro. Successivamente i Piceni colonizzarono il territorio, mentre i galli senoni si stanziarono a nord dell'Esino. Nel 387 a.C. i Greci siracusani di stirpe dorica fondarono la colonia di Ankón da cui prese origine la città capoluogo. Nel 295 a.C., a seguito della battaglia di Sentino, iniziò la penetrazione romana, che si consolidò con la deduzione della colonia di Sena Gallica (284 a.C.). Nei due secoli seguenti vennero fondate nuove città.
Alla caduta dell'Impero romano d'Occidente il territorio fece parte del regno di Odoacre per poi cadere sotto la dominazione degli Ostrogoti. A seguito della guerra gotica, venne incorporato fra i possessi dell'Impero Romano d'Oriente e fece parte del territorio della Pentapoli marittima. Dopo un breve periodo sotto il dominio longobardo, nel 774 d.C. la zona fu donata da Carlo Magno allo Stato della Chiesa. 

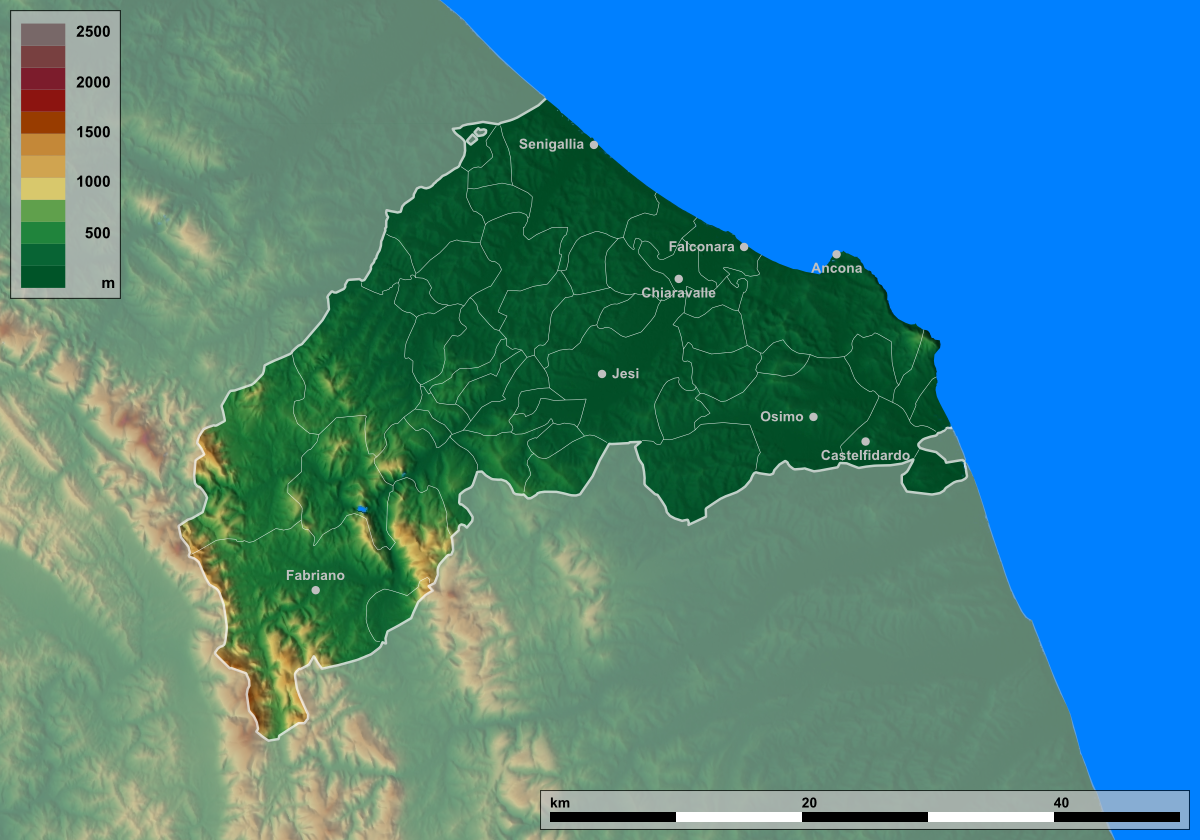
Mappa topografica della provincia

Con l'istituzione del Sacro Romano Impero fu creata la Marca di Ancona, che comprese quasi tutta l'odierna regione Marche. A partire dall'anno 1000 il territorio iniziò gradualmente a rendersi indipendente, scontrandosi più volte con l'Impero, che tentò di ripetutamente ristabilire il suo effettivo potere. Divenuta provincia dello Stato della Chiesa sotto il pontificato di Innocenzo III, godette di un regime di ampia autonomia, confermato nelle Costituzioni egidiane del 1357, emanate dal cardinale Albornoz. Nel XVI secolo la Marca anconitana perse molte delle proprie libertà civiche e seguì le sorti delle altre province dello Stato Pontificio fino alla sua completa incorporazione nel nascente Regno d'Italia (1860).

### Simboli

Gonfalone provinciale

Lo stemma è stato concesso con regio decreto del 3 luglio 1870.
La figura del braccio fa riferimento all'etimologia del toponimo: "Ancona" deriva dal greco ‘αγκών (ankón), "gomito", con riferimento alla forma della costa; il corbezzolo è una pianta comune sul monte Cònero, il cui nome verrebbe dal greco κόμαρος (kòmaros) che significa appunto "corbezzolo".
Il gonfalone è un drappo di bianco.
La bandiera è bianca, caricata dello stemma con sotto il nome della provincia in caratteri neri.

## Geografia fisica
La provincia di Ancona presenta la tipica struttura geografica e paesaggistica del resto della regione, segmentata fra l'area montana, quella collinare e la costa, con valli fluviali parallele (conformazione "a pettine"); possiede però una rilevante eccezione poco a sud del capoluogo, dove si distende l'ampio e strapiombante promontorio del Conero.

### Orografia
Nonostante il territorio in massima parte collinare e l'assenza di cime particolarmente elevate, il 34,5% della provincia di Ancona è classificato come montagna: un'estensione superficiale seconda in regione solo a quella della provincia di Ascoli Piceno. Ciò dipende dal fatto che quattro dei cinque comuni considerati montani (Arcevia, Cerreto d'Esi, Fabriano, Genga, Sassoferrato) sono mediamente molto estesi. Sulla costa si segnala solo il Monte Conero (572 m s.l.m.), unico rilievo importante del litorale marchigiano, mentre a ridosso della vicina Umbria, nella zona di Fabriano, sono presenti alcune cime appenniniche. La più elevata è quella del Monte San Vicino (la cui cima è in Provincia di Macerata), che si eleva fino a 1480 m s.l.m., seguita dal Monte Strega con un'altezza di 1278 m s.l.m.

#### Passi e valichi
| Denominazione     | Altezza (m) |
| ----------------- | ----------- |
| Valico di Fossato | 733         |

### Idrografia

#### Mare
La costa della Provincia di Ancona è bassa e sabbiosa a nord del capoluogo, alta e rocciosa a sud, per la presenza del promontorio del Monte Conero. Un breve tratto di costa bassa si trova anche tra Numana e il confine con la provincia di Macerata. Tra Ancona e Falconara Marittima si apre il Golfo di Ancona. I comuni della provincia che si affacciano direttamente sul mare sono 6 su 49 comuni totali. Tre di questi, Senigallia, Montemarciano e Falconara Marittima, sono collocati a nord del capoluogo mentre i restanti, Sirolo e Numana, a sud di Ancona. Le località sulla costa hanno saputo negli anni sviluppare il loro turismo proprio grazie al rapporto con il mare, prendendosi cura di esso e delle sue spiagge; la totalità delle coste della provincia è balneabile. A conferma di ciò Ancona, Senigallia, Sirolo e Numana ogni anno vengono premiati con la bandiera Blu d'Europa. Nel periodo autunnale ed invernale le forti mareggiate erodono ogni anno gran parte delle coste, ma sono prontamente ricostituite nella stagione primaverile dai singoli comuni e dalla Regione Marche.

#### Fiumi
Da Nord a Sud:
- Il Cesano il cui corso fa da confine con la provincia di Pesaro e Urbino e attraversa il territorio dei seguenti comuni: Serra Sant'Abbondio, Frontone, Pergola, San Lorenzo in Campo, Fratte Rosa, Castelleone di Suasa, Mondavio, Corinaldo, Monte Porzio, San Costanzo, Trecastelli (Municipio di Monterado), Mondolfo, Senigallia.
- Il Misa che nasce nell'area di Arcevia, attraversa il territorio di Serra de' Conti, Ostra Vetere, Pianello e Casine, frazioni di Ostra, ed infine termina il suo percorso a Senigallia, dove la sua foce è imbrigliata nel locale porto-canale.
  - Il Nevola affluente di sinistra del Misa in cui si getta prima che questo arrivi a Senigallia.
- L'Esino che attraversa Jesi (città da cui prende il nome) sfociando a Falconara Marittima.
  - Il fiume Sentino che attraversa il comune di Sassoferrato per poi sfociare nell'Esino all'altezza di Genga, non prima di aver scavato la Gola di Frasassi.
  - I torrenti Guardengo e Triponzio che attraversano Chiaravalle, affluenti dell'Esino.
  - Il torrente Giano che attraversa Fabriano, affluente dell'Esino
- Il Musone che in alcuni tratti fa da confine con la provincia di Macerata.
  - Il torrente Aspio affluente di sinistra del Musone.

### Clima
Il clima presenta caratteri di transizione tra quello montano, proprio dell'entroterra, quello continentale della parte settentrionale, e quello tipico dell'area del mar Mediterraneo, proprio della costa a partire dal Conero, con temperature più miti. Durante la stagione invernale le temperature, nei centri sulla costa, difficilmente scendono sotto lo zero, assestandosi intorno ai 7°-8° gradi di media.
Nel periodo estivo solo nei casi più estremi si possono superare i 35°, ma la presenza di una forte umidità contribuisce a rendere il clima molto umido e quindi facendo percepire al corpo umano diversi gradi in più a quelli reali.

## Economia
Il turismo balneare è il punto di forza dell'economia provinciale, anche se necessita di un'adeguata protezione dal sovraffollamento estivo. Località come Ancona o Senigallia sono oggi tra le più frequentate dell'Adriatico. Resta invece largamente da incentivare il turismo culturale; da questo punto di vista la regione è poco visitata se si esclude Ancona, avvantaggiata dalla presenza dell'università.
Le zone geografiche che più richiamano turisti, oltre al capoluogo Ancona e al suo territorio comunale (che include la prestigiosa località di Portonovo), sono quelle di Sirolo e di Numana, tutte facenti parte del Parco regionale del Monte Conero, e, a nord di Ancona, quella di Senigallia.
Nell'entroterra, soprattutto Fabriano e le Grotte di Frasassi) sono interessate da un vivace movimento turistico, anche grazie alla valorizzazione pubblicitaria nazionale (ad esempio attraverso la fiction Che Dio ci aiuti, location della terza e quarta stagione).

### Qualità della vita
La provincia di Ancona era decima nella classifica 2001 sulla qualità della vita stilata da Il Sole 24 Ore e Italia Oggi: una delle province dove è più piacevole vivere. Nel 2005 è risultata invece 33ª, e nel 2006 risulta 20ª. Il peggioramento della posizione è dovuto in gran parte al peso negativo che hanno avuto i parametri relativi all'inquinamento dell'aria. Ogni giorno arrivano infatti in città migliaia di pendolari provenienti dai popolosi paesi circostanti, e perciò il problema del traffico è assai rilevante. I quartieri che più soffrono di questa situazione sono soprattutto quello delle Torrette, della Palombina e di Vallemiano, ma la situazione è grave anche al Piano San Lazzaro.
| Anno | Qualità della vita (Il Sole 24 Ore) | Qualità della vita (Italia Oggi) | Rapporto ecosistema urbano (Legambiente) |
| ---- | ----------------------------------- | -------------------------------- | ---------------------------------------- |
| 1994 |                                     | -                                | 28 (prima pubblicazione)                 |
| 1995 |                                     | -                                | 35 (- 7)                                 |
| 1996 |                                     | -                                | 36 (- 1)                                 |
| 1997 |                                     | -                                | 25 (+ 11)                                |
| 1998 |                                     | -                                | 28 (- 3)                                 |
| 1999 |                                     | 11 (prima pubblicazione)         | 14 (+ 14)                                |
| 2000 | 19                                  | 7 (+ 4)                          | 20 (- 6)                                 |
| 2001 | 10 (+ 9)                            | 10 (- 3)                         | 16 (+ 4)                                 |
| 2002 |                                     | 17 (- 7)                         | non pubblicato                           |
| 2003 |                                     | 11 (+ 6)                         | 61 (- 45)                                |
| 2004 | 29                                  | 23 (- 12)                        | 34 (+ 27)                                |
| 2005 | 33 (- 4)                            | 43 (- 20)                        | 39 (- 5)                                 |
| 2006 | 20 (+ 13)                           | 37 (+ 6)                         | 40 (- 1)                                 |
| 2007 | 30 (- 10)                           | 52 (- 15)                        | 50 (- 10)                                |
| 2008 | 23 (+ 7)                            | 33 (+ 19)                        | 53 (- 3)                                 |
| 2009 | 18 (+ 5)                            | 33 (0)                           | 34 (+ 19) / XVI edizione: 24 (+ 10)      |
| 2010 | 25 (- 7)                            | 20 (+ 13)                        | XVII edizione: 39 (- 15)                 |
| 2011 | 49 (- 25)                           | 21 (- 1)                         | XVIII edizione: 19 (città medie)         |
| 2012 | 41 (+ 8)                            | 21 (0)                           | XIX edizione: 20 (città medie)           |
| 2013 | 25 (+ 16)                           | 28 21 (- 7)                      | XX edizione: 11 (città medie)            |
| 2014 | 40 (- 15)                           | 45 (- 17)                        | XXI edizione: 12                         |
| 2015 | 44 (- 4)                            | 56 (- 11)                        | XXII edizione: 28 (- 16)                 |
| 2016 | 28 (+ 16)                           | 35 (+ 21)                        | XXIII edizione: 26 (+ 2)                 |
| 2017 | 37 (- 9)                            | 17 (+ 18)                        | 32 (- 6)                                 |
| 2018 | 31 (+ 6)                            | 12 (+ 5)                         | 34 (- 2)                                 |
| 2019 | 31 (0)                              | 27 (- 15)                        | 42 (- 8)                                 |
| 2020 | 16 (+ 15)                           | 32 (- 5)                         | 44 (- 2)                                 |
| 2021 | 30 (- 14)                           | 39 (- 7)                         | 73 (- 29)                                |
| 2022 | 28 (+ 2)                            | 18 (+ 21)                        | 26 (+ 47)                                |
| 2023 | 24 (+ 4)                            | 28 (- 10)                        | 35 (- 9)                                 |
| 2024 | 35 (- 11)                           | 30 (- 2)                         | 33 (+ 2)                                 |

### Agricoltura, allevamento, industria e artigianato

#### Produzioni agricole
L'agricoltura della provincia di Ancona trova sviluppo soprattutto nelle sue numerose vallate. L'agricoltura prevede per la maggior parte una produzione ortofrutticola (tradizionale), viticoltura (Verdicchio, Lacrima di Morro d'Alba) e olivicoltura.

#### Pesca e allevamento
L'attività della pesca è assai antica e molto radicata nel tempo, soprattutto nella zona di Ancona. Se in passato però era di consuetudine intraprendere la via marinara, oggi è quasi del tutto scomparsa, come iniziativa personale.
Il maggiore mercato ittico è quello del capoluogo marchigiano, che con un efficiente sistema di scambi commerciali raggiunge ogni località costiera, ma soprattutto montana.
La pesca trova una eccellenza produttiva nella flotta anconetana.

#### Approvvigionamento idrico
La maggior parte degli approvvigionamenti proviene da pozzi e bacini, ad indicare la particolare ricchezza di falde sotterranee (non drenanti) di cui è dotato il territorio. La principale fonte sorgiva è quella di Gorgovivo, nel territorio del comune di Serra San Quirico, nell'area del Parco regionale della Gola della Rossa e di Frasassi.
La qualità e la potabilità dell'acqua di tale provenienza è costantemente monitorata.

#### Industria
L'industria ha sviluppato determinate città portandole ad un altissimo livello di specializzazione ciascuna per il proprio settore. 
- Ancona, data la presenza del porto, ha sviluppato i suoi cantieri navali, mentre Falconara Marittima la raffineria di petrolio, il distretto degli strumenti musicali di Castelfidardo – Loreto – Recanati
- Jesi ha sviluppato l'industria meccanica, specie nel campo delle macchine per l'agricoltura
- Fabriano ha sviluppato invece l'industria di elettrodomestici (con le industrie della famiglia Merloni: Indesit Company, Ariston Group e con quelle che producono cappe aspiranti: Elica, Faber, ecc.) e della lavorazione della carta, grazie alle sue cartiere che risalgono al XII secolo (Cartiere Miliani Fabriano).

#### Energia
Attualmente l'approvvigionamento elettrico della provincia, come della regione Marche è basato sulla produzione di grandi centrali termoelettriche. Il Piano Energetico Ambientale Regionale (PEAR), recentemente approvato dalla Regione Marche, vuole modificare sensibilmente questo orientamento affidandosi alle energie rinnovabili.

#### Artigianato
Tra le attività artigianali più attive e rinomate vi è l'arte del mobile, diffusa in numerose località della provincia.

### Turismo
Tra le mete del turismo spirituale vi è il santuario mariano della Santa Casa di Loreto.

#### Il capoluogo
Il turismo ha una sua importanza, non tanto per l'alto numero di persone che si imbarcano o sbarcano nel suo porto, che in realtà spesso frequentano solo l'area portuale, ma per la spiaggia di Portonovo, dotata di alberghi e campeggi.
Il settore alberghiero, ha infatti, aperto la strada ad un concreto sviluppo nel settore turismo, soprattutto in considerazione dell'amplissima gamma e ricchezza nell'offerta storico-culturale, naturalistica, balneare e dell'intrattenimento che già la sola città può offrire, e che comporta ogni anno la presenza di un gran numero di turisti da tutto il mondo.

#### Le vallate
Da nord a sud:
- Valle del Cesano
- Valle di Sassoferrato (Sentino)
- Valle del Misa (Valli Misa e Nevola)
- Valle dell'Esino (Vallesina)
- Valle del Musone

#### Il mare
Di particolare pregio è la Riviera del Conero, con le sue spiagge rocciose addossate al promontorio, da alcuni anni protette dall'ente Parco del Conero. Famose le spiagge di Mezzavalle e Portonovo nel territorio di Ancona, quelle di Due Sorelle, Sassi Neri, San Michele e Urbani nel territorio di Sirolo.
Particolarmente rinomata la spiaggia di Senigallia, chiamata, per la finezza del suo arenile, la spiaggia di velluto.

## Trasporti e vie di comunicazione

### Ferrovie
La provincia di Ancona è servita principalmente da due direttrici ferroviarie.
Lungo la costa è attraversata dalla linea Bologna-Ancona e, verso Lecce, dalla linea Adriatica.
Trasversalmente è attraversata invece dalla linea transappenninica Ancona - Foligno - Orte - Roma, di cui la stazione di Ancona centrale è stazione di testa.
Vi sono poi altre linee di interesse regionale come la ferrovia Civitanova Marche-Fabriano e la ferrovia Pergola-Fabriano.

### Strade

Tratto autostradale dell'Autostrada A14

La provincia è attraversata lungo la costa adriatica dall'autostrada A14 con notevole traffico, dovuto al turismo verso le riviere marchigiane, specie nei ponti festivi ed estivi.
L'autostrada A14 permette il collegamento diretto di Taranto con Bologna. Nella provincia di Ancona vi sono diverse uscite dall'autostrada tra cui Loreto – Porto Recanati, Ancona sud – Osimo, Ancona nord, Montemarciano e Senigallia.
| Uscita                 | ↓km↓  | ↑km↑  | Provincia |
| ---------------------- | ----- | ----- | --------- |
| Senigallia             | 194,5 | 548,9 | AN        |
| Montemarciano          |       |       | AN        |
| Area Servizio "Esino"  | 208,7 | 534,7 | AN        |
| Ancona Nord - Jesi     | 213,5 | 529,9 | AN        |
| Ancona sud – Osimo     | 230,4 | 513,0 | AN        |
| Area Servizio "Conero" | 239,0 | 504,4 | AN        |
| Loreto – P.to Recanati | 245,5 | 497,9 | AN        |

Negli ultimi anni spesso il tratto compreso tra Ancona sud e Ancona nord è stato teatro di code dovute alla difficoltà di smaltire il traffico della Strada statale 16 e ai lavori sono portati avanti dalla società Autostrade SPA.
Il tratto dell'A14 che attraversa la provincia di Ancona è stato ampliato a tre corsie per senso di marcia nella tratta Rimini Nord-Porto Sant'Elpidio È stata realizzata anche la complanare di Senigallia che ha dotato la città di una circonvallazione adiacente all'autostrada.

#### Statali e provinciali

Percorso della strada statale 16 Adriatica

La principale strada di competenza statale è la strada statale 16 Adriatica che partendo da Padova permette di raggiungere Otranto. Percorre la provincia lungo la costa, in molti tratti parallelamente all'autostrada A14.
Un'altra arteria di traffico importante per tutta la provincia è la Strada statale 76 della Val d'Esino che la attraversa trasversalmente e collega il capoluogo con l'entroterra attraversando per la valle dell'Esino e, passando per Falconara Marittima, Jesi, Fabriano, finisce per innestarsi sulla SS3 a Fossato di Vico.
Le strade della provincia permettono il collegamento dei centri dell'entroterra fra loro e con i comuni costieri.

### Porti ed aeroporti

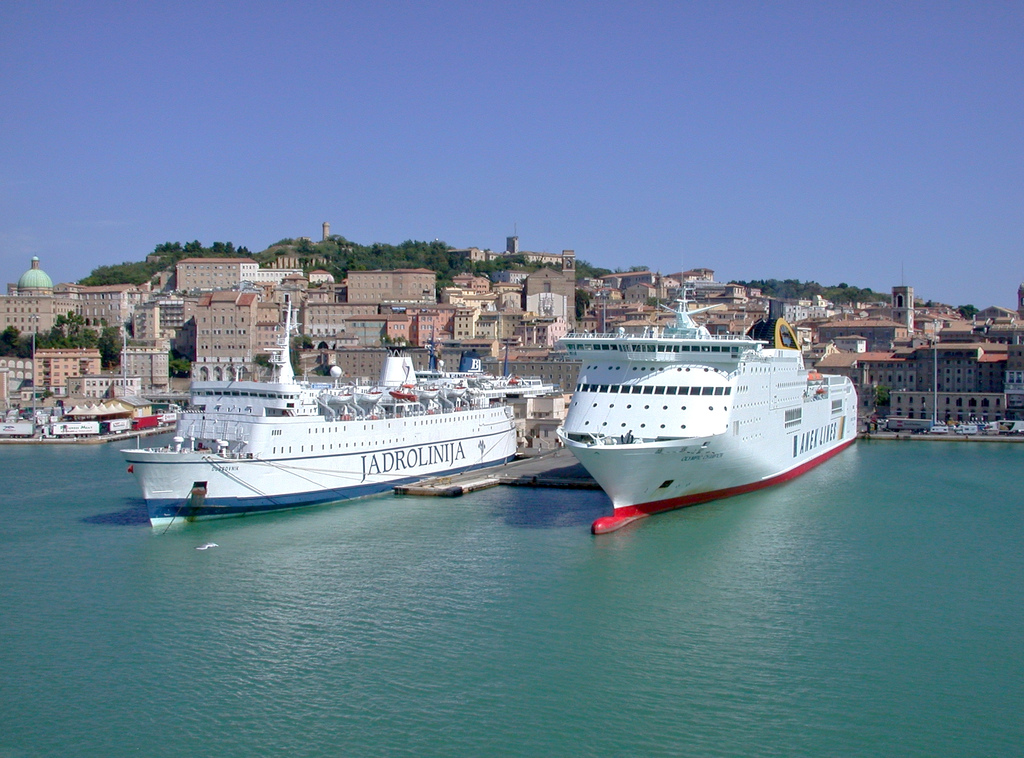
Il porto di Ancona

La provincia ospita sia il porto che l'aeroporto di riferimento della regione Marche.

#### Porti
Il porto di Ancona è senza dubbio il più importante, si conta il passaggio di circa un milione e mezzo di passeggeri l'anno e di un milione di container merci. Il porto peschereccio ospita barche da pesca, dette "volanti". Inoltre, permane un'importante presenza della Marina Militare, con Ispettorato Scuole della M.M., il Centro di Selezione della M.M., il Quartier Generale M.M., la Direzione di Commissariato, l'Infermeria M.M. e la Direzione Marittima/Capitaneria di Porto.
Un altro porto peschereccio nella provincia è quello di Senigallia.
Porti turistici per le imbarcazioni da diporto esistono a Numana, Ancona e Senigallia.

#### Aeroporti
L'aeroporto di Ancona-Falconara (nome ufficiale "Aeroporto Internazionale di Ancona - Raffaello Sanzio) è l'unico della provincia. Collocato a Falconara Marittima all'incrocio delle due strade statali principali serve tutta la regione Marche ed è servito dalla stazione di Castelferretti-Aeroporto delle Marche.
L'aeroporto è gestito da "Ancona International Airport Spa". . Nel 2011 vi sono transitati 610 525 passeggeri.
Non esistono in provincia altri aeroporti privati.

## Società

### Evoluzione demografica
Abitanti censiti

## Cultura

### Il dialetto
I dialetti della provincia di Ancona fanno parte di due gruppi diversi: 
- quello marchigiano centrale, distinto a sua volta in anconetano, osimano, jesino e fabrianese. Si tratta di dialetti italiani mediani;
- quello marchigiano settentrionale, parlato a Senigallia e nella zona del Conero. Si tratta di dialetti gallo-piceni.

### Arte e monumenti
La casa di Gaspare Spontini a Maiolati Spontini ed il monumento nazionale delle Marche a Castelfidardo sono considerati monumento nazionale italiano.

#### Biblioteche

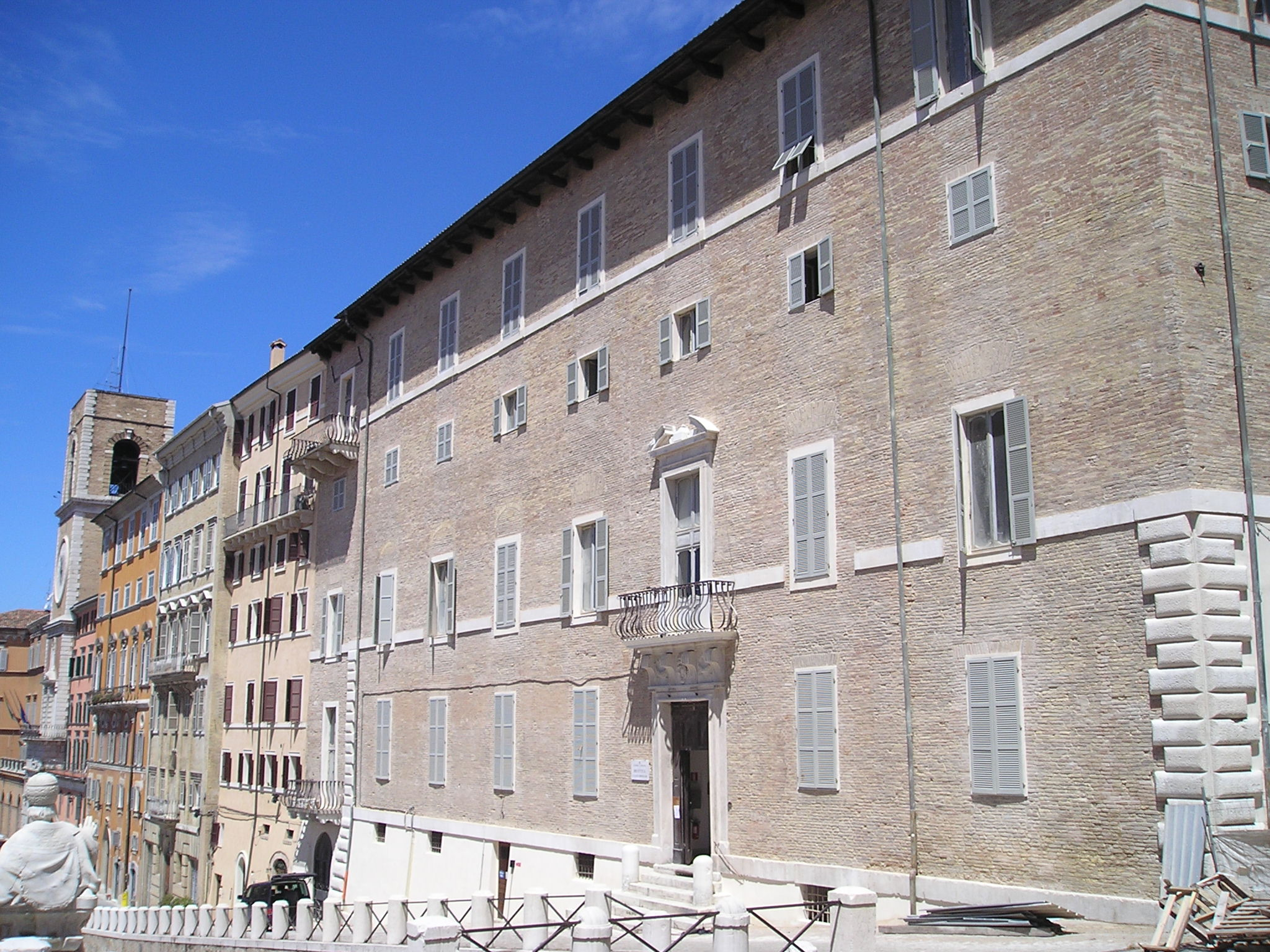
Biblioteca comunale Luciano Benincasa

|                     | Biblioteche                                                          |
| ------------------- | -------------------------------------------------------------------- |
| Ancona              | Biblioteca comunale Luciano Benincasa                                |
| Jesi                | Biblioteca Planettiana                                               |
| Senigallia          | Biblioteca comunale Antonelliana                                     |
| Fabriano            | Biblioteca comunale "R. Sassi"                                       |
| Fabriano            | Archivio storico delle Cartiere Miliani Fabriano                     |
| Osimo               | Biblioteca storica dell'Istituto Campana per l'Istruzione Permanente |
| Osimo               | Biblioteca comunale Francesco Cini                                   |
| Falconara Marittima | Biblioteca storico-francescana e picena San Giacomo della Marca      |

#### Architetture religiose

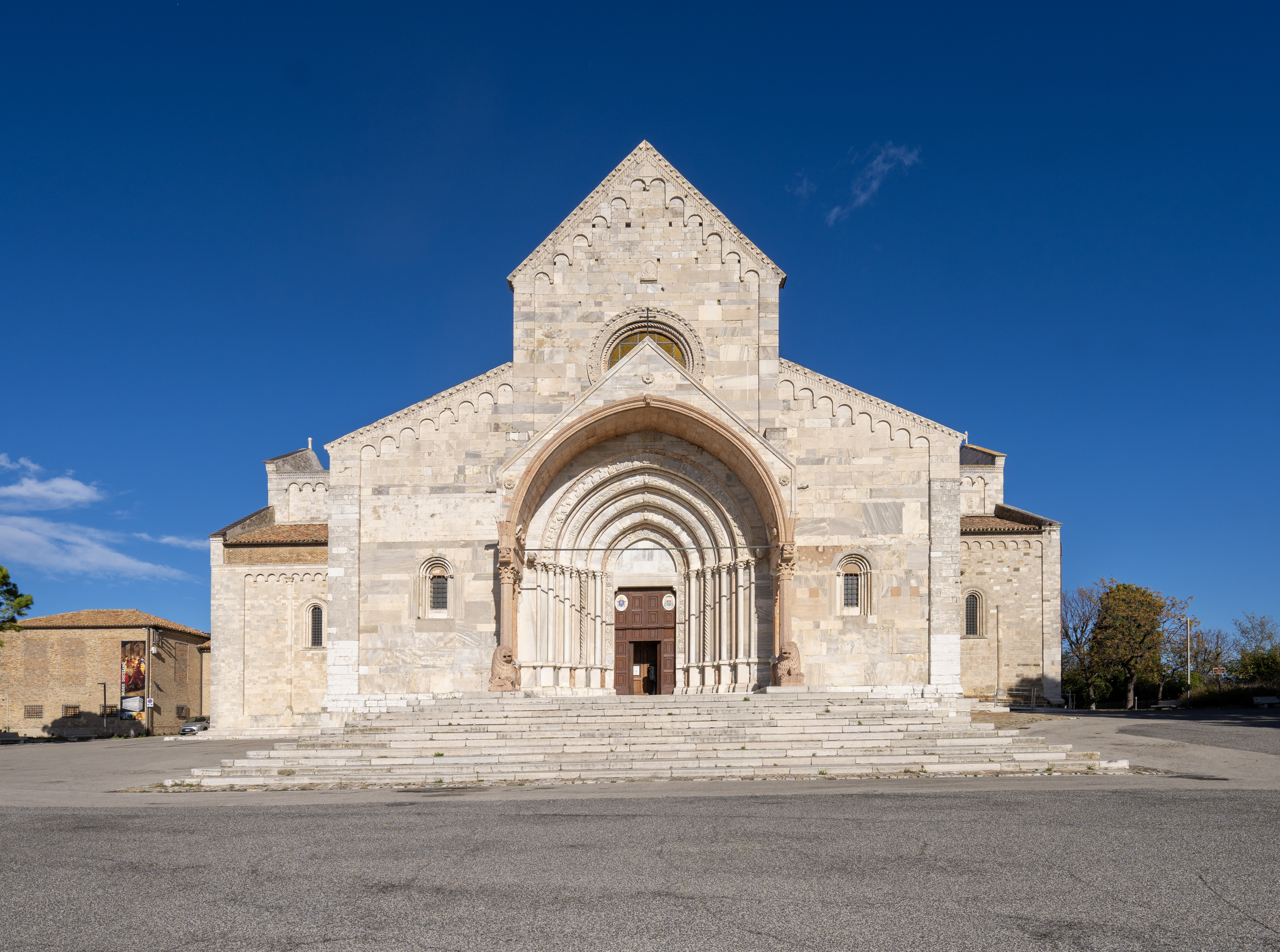
Duomo di Ancona dedicato a san Ciriaco

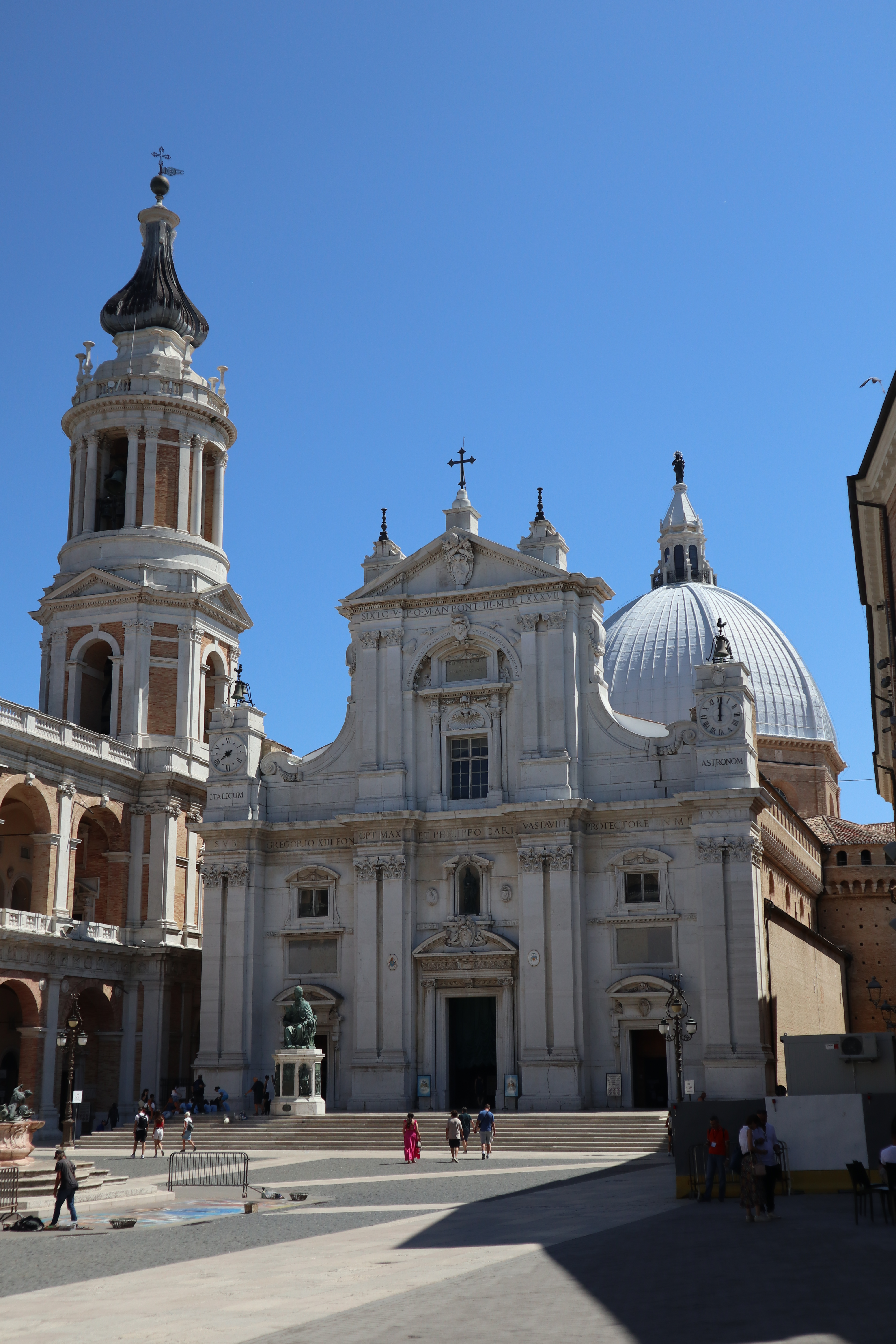
Basilica della Santa Casa a Loreto

|                      | Chiese, santuari e oratori                                               |
| -------------------- | ------------------------------------------------------------------------ |
| Ancona               | Si veda la sezione Architetture religiose della voce Monumenti di Ancona |
| Castelleone di Suasa | Chiesa parrocchiale dei Santi Pietro e Paolo                             |
| Castelleone di Suasa | Chiesa di San Francesco di Paola, detta Chiesa del Santissimo Crocefisso |
| Fabriano             | Cattedrale di San Venanzio                                               |
| Fabriano             | Chiesa di San Benedetto                                                  |
| Fabriano             | Chiesa dei Santi Biagio e Romualdo                                       |
| Fabriano             | Chiesa di Sant'Agostino                                                  |
| Jesi                 | Duomo di San Settimio                                                    |
| Jesi                 | Chiesa di San Marco                                                      |
| Jesi                 | Chiesa di San Giovanni Battista                                          |
| Jesi                 | Santuario delle Grazie                                                   |
| Loreto               | Santuario della Santa Casa                                               |
| Maiolati Spontini    | Abbazia di Santa Maria delle Moie                                        |
| Montecarotto         | Chiesa Collegiata della Santissima Annunziata                            |
| Montecarotto         | Chiesa Conventuale di San Francesco                                      |
| Montecarotto         | Chiesa di San Filippo anticamente Santa Maria delle Grazie               |
| Osimo                | Duomo di San Leopardo                                                    |
| Osimo                | Santuario della Madonna di Campocavallo                                  |
| Osimo                | Basilica di San Giuseppe da Copertino                                    |
| Ostra                | Santuario della Madonna della Rosa                                       |
| Serra San Quirico    | Chiesa di Santa Lucia                                                    |
| Senigallia           | Cattedrale di San Pietro apostolo                                        |
| Senigallia           | Chiesa della Croce                                                       |

#### Fortificazioni

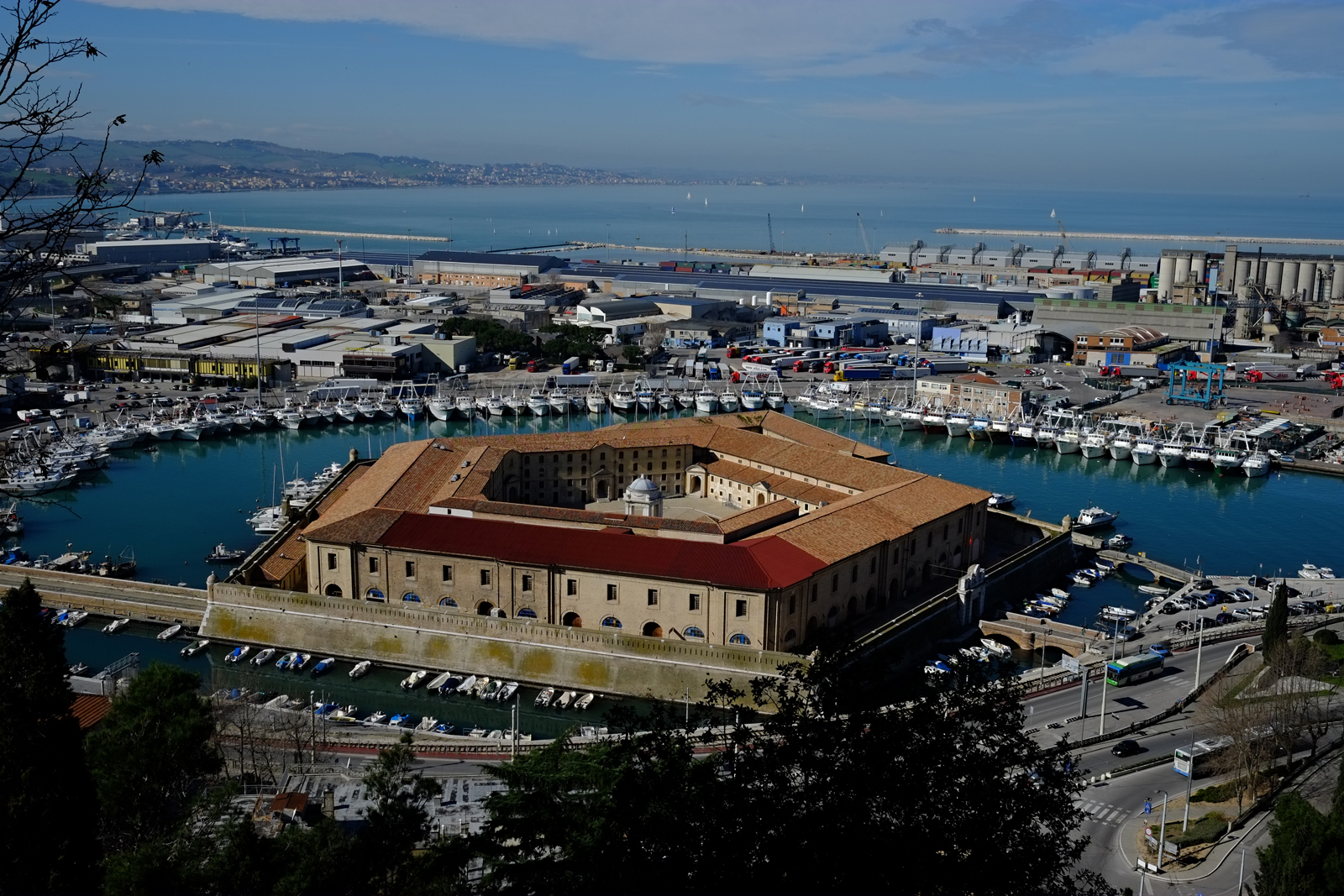
Lazzaretto di Ancona

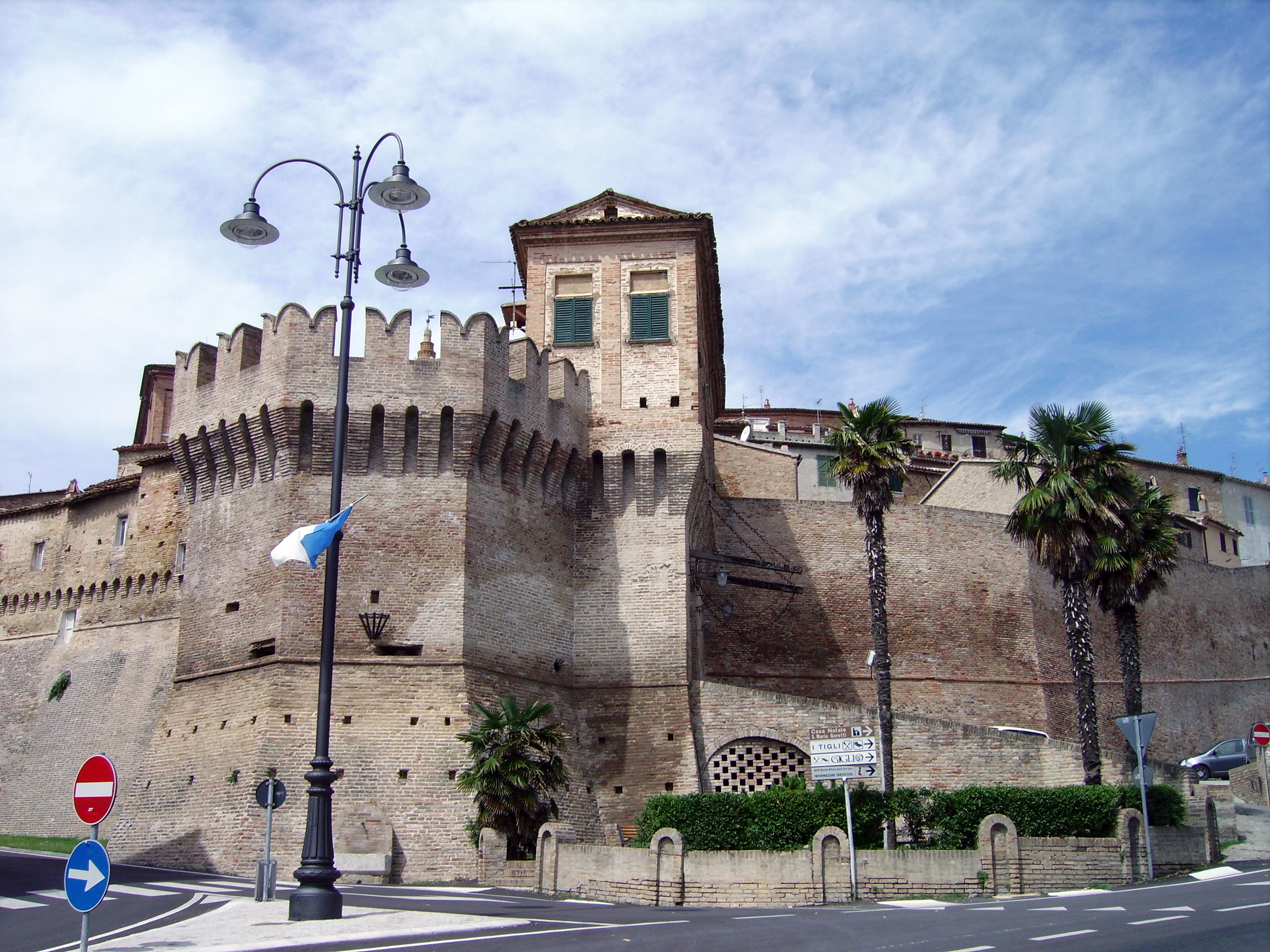
Corinaldo

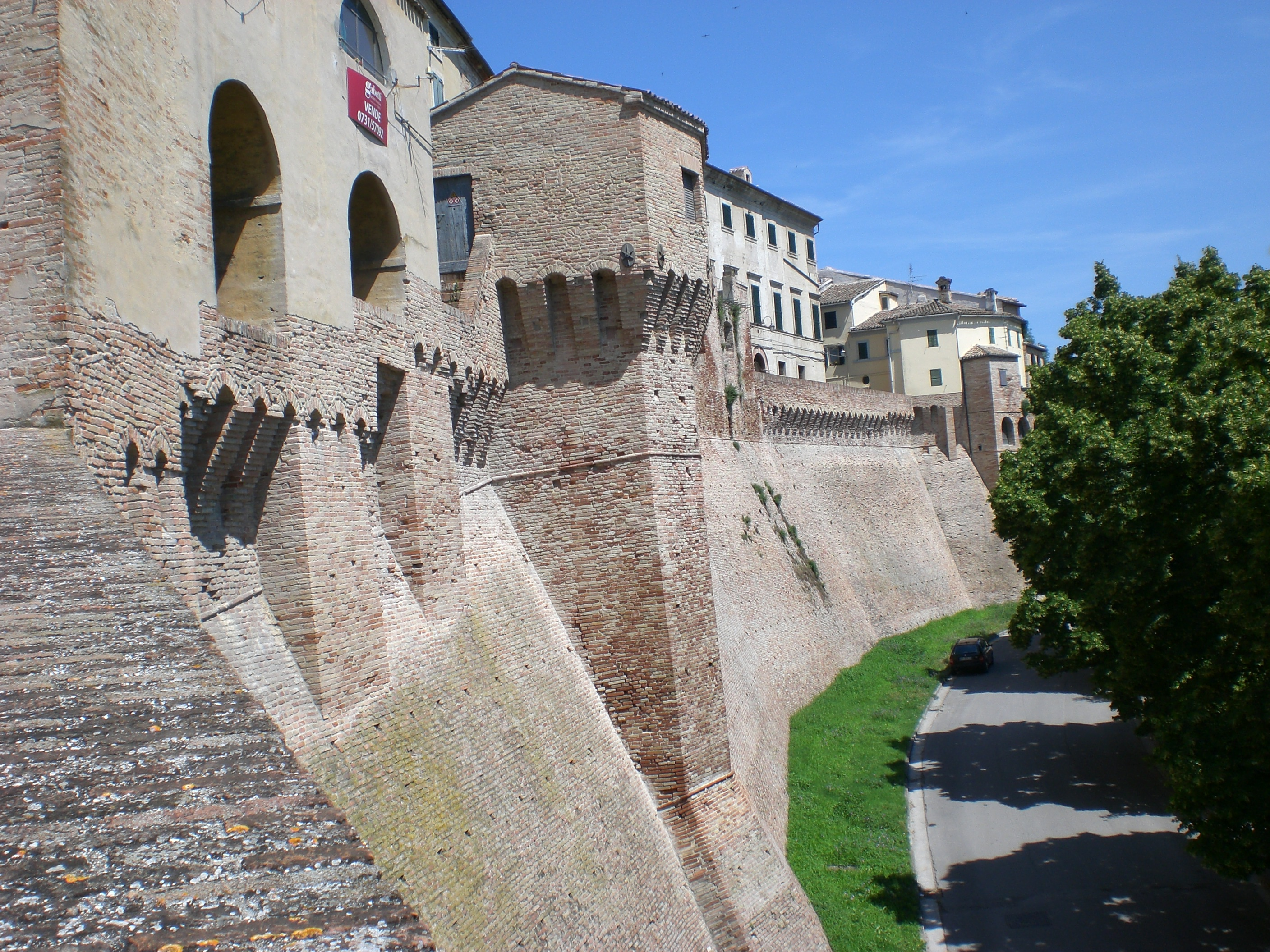
Le Mura di Jesi

| Comuni              | Fortificazioni                   |
| ------------------- | -------------------------------- |
| Ancona              | Cittadella di Ancona             |
| Ancona              | Campo Trincerato                 |
| Ancona              | Forte Altavilla                  |
| Ancona              | Forte Cardeto                    |
| Ancona              | Bastione di San Paolo            |
| Ancona              | Fortino Napoleonico di Portonovo |
| Ancona              | Lazzaretto                       |
| Ancona              | Forte Garibaldi                  |
| Ancona              | Forte Scrima                     |
| Arcevia             | Castello di Arcevia              |
| Arcevia             | Castello di Avacelli             |
| Arcevia             | Castello di Castiglioni          |
| Arcevia             | Castello di Caudino              |
| Arcevia             | Castello di Loretello            |
| Arcevia             | Castello di Montale              |
| Arcevia             | Castello di Nidastore            |
| Arcevia             | Castello di Palazzo              |
| Arcevia             | Castello di Piticchio            |
| Arcevia             | Castello di San Pietro in Musio  |
| Corinaldo           | Le Mura                          |
| Falconara Marittima | Castello di Rocca Priora         |
| Genga               | Castello                         |
| Jesi                | Le Mura                          |
| Offagna             | La Rocca                         |
| Sassoferrato        | Rocca Albornoz                   |
| Senigallia          | Rocca roveresca                  |

#### Musei

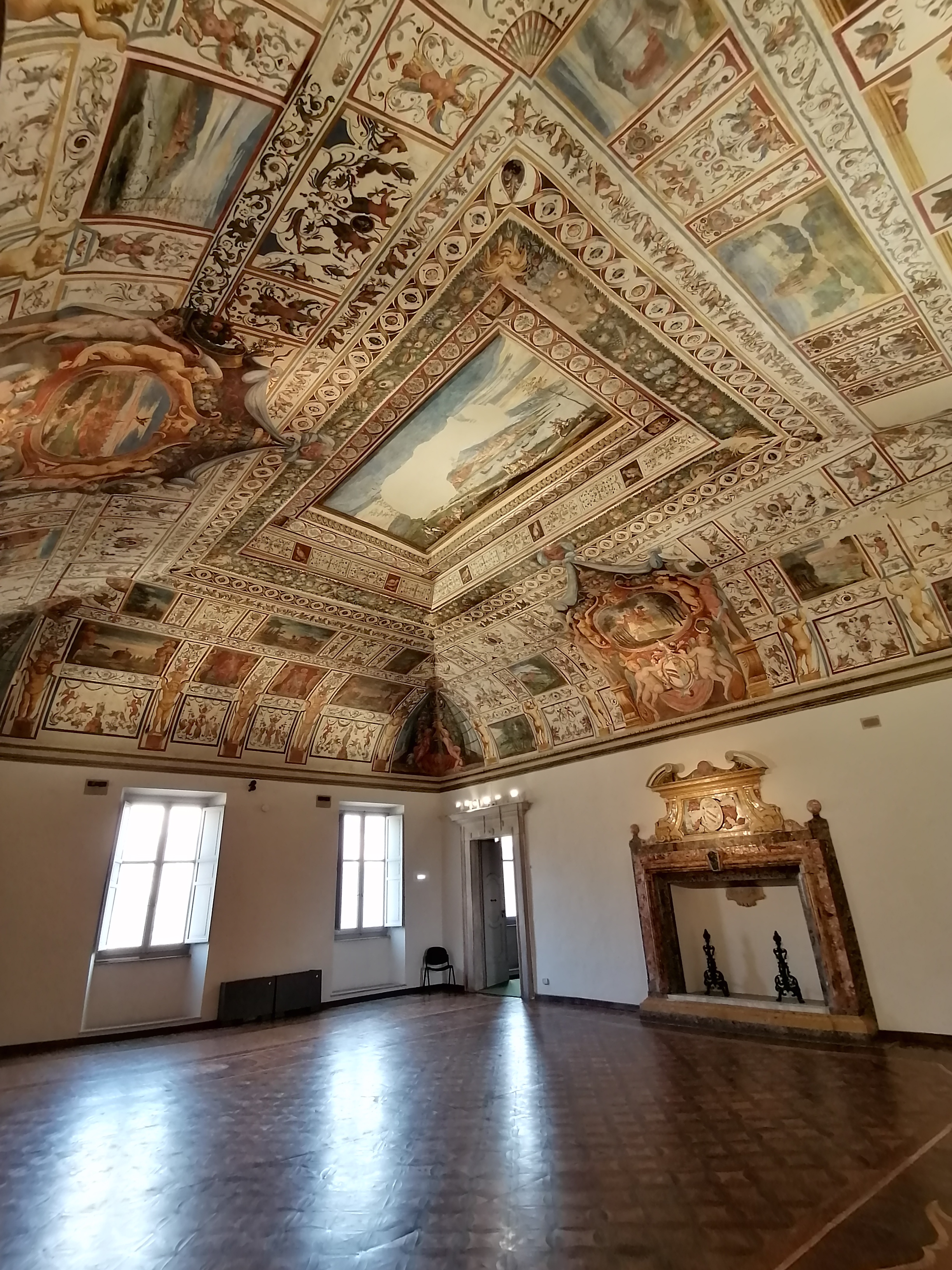
Il Salone delle Feste di Palazzo Ferretti di Ancona, sede del Museo archeologico nazionale delle Marche

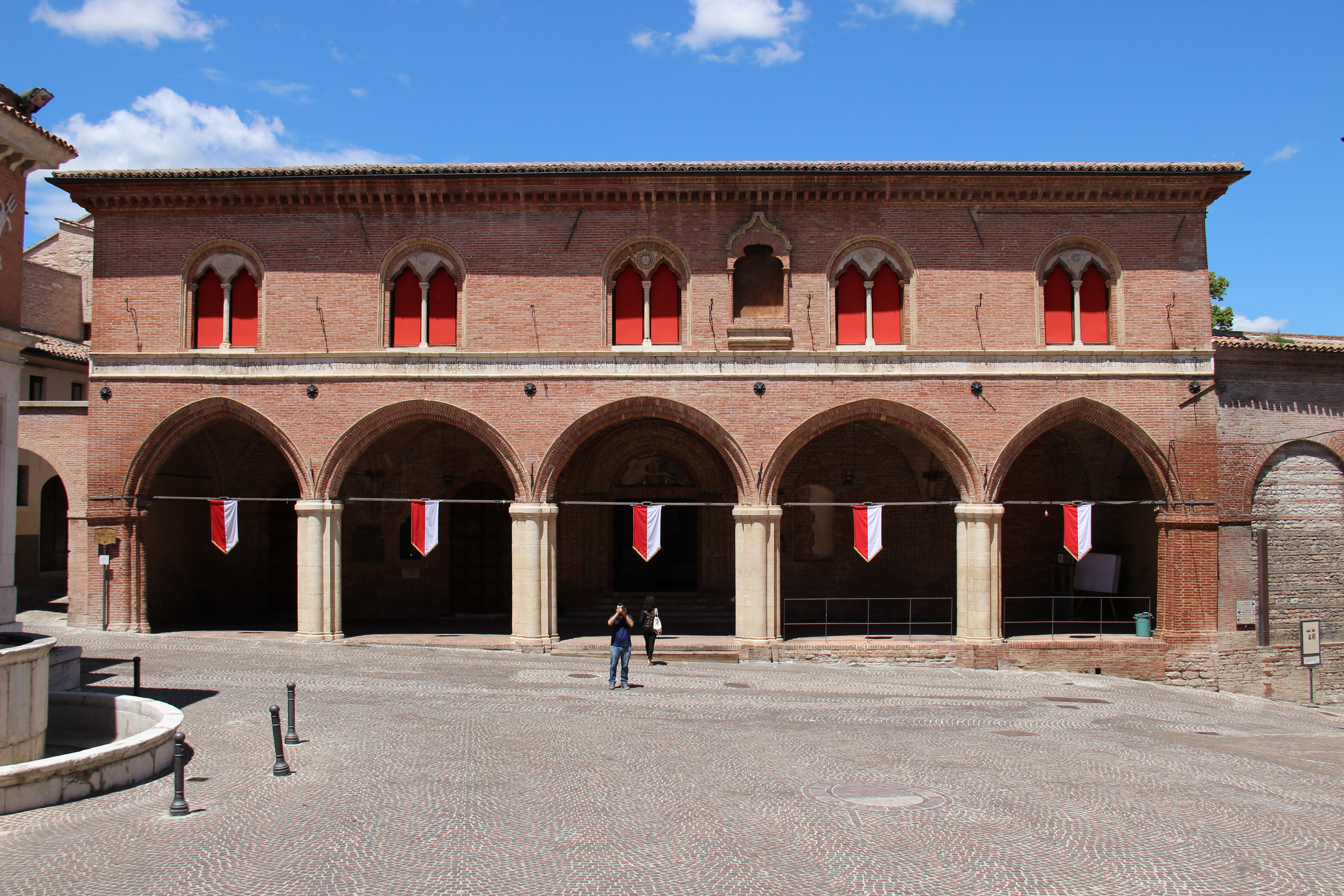
L'Ospedale di Santa Maria del Buon Gesù a Fabriano, sede della Pinacoteca civica Bruno Molajoli

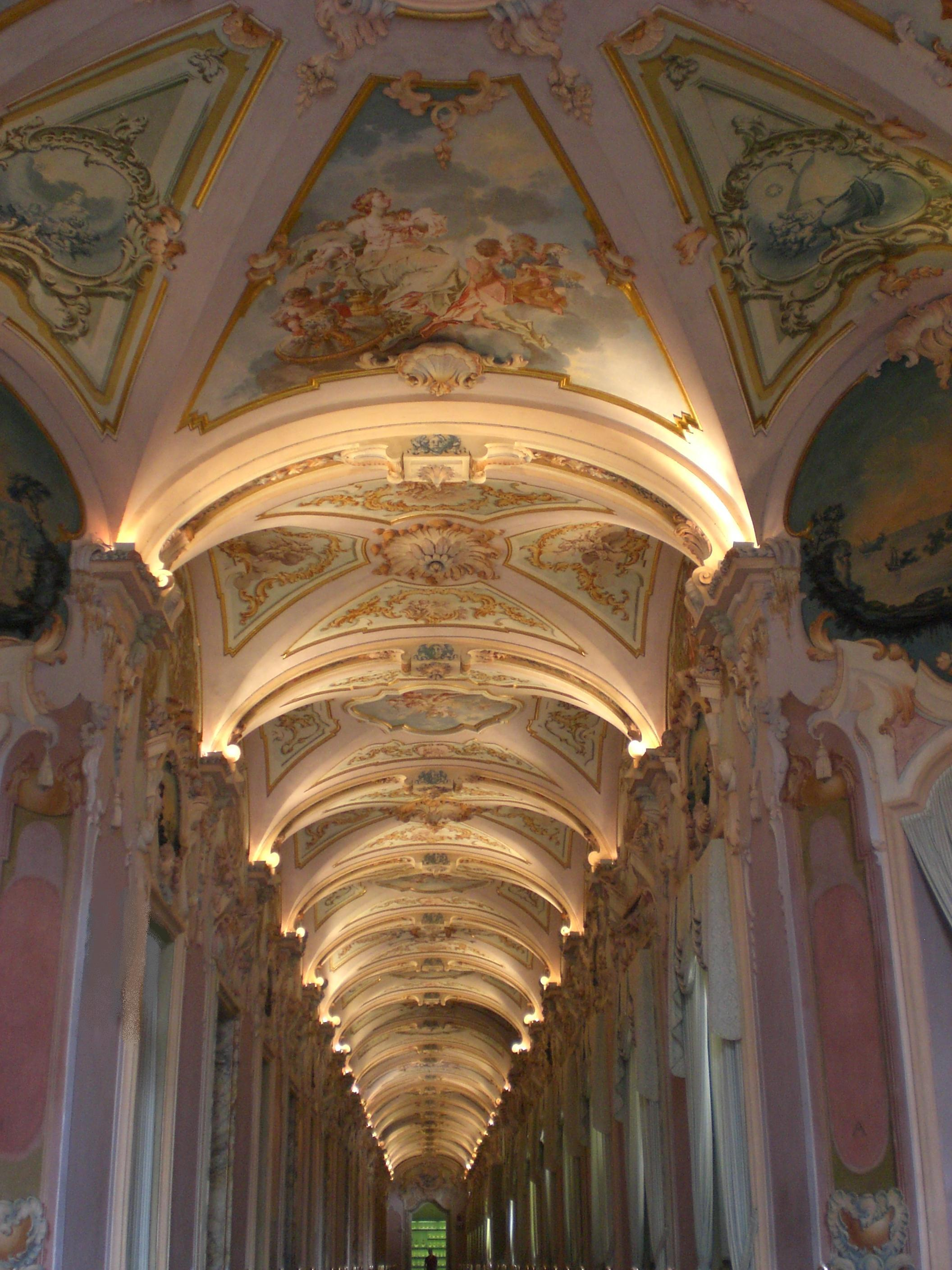
La Galleria degli Stucchi di Palazzo Pianetti a Jesi, sede della Pinacoteca civica e galleria di arte contemporanea

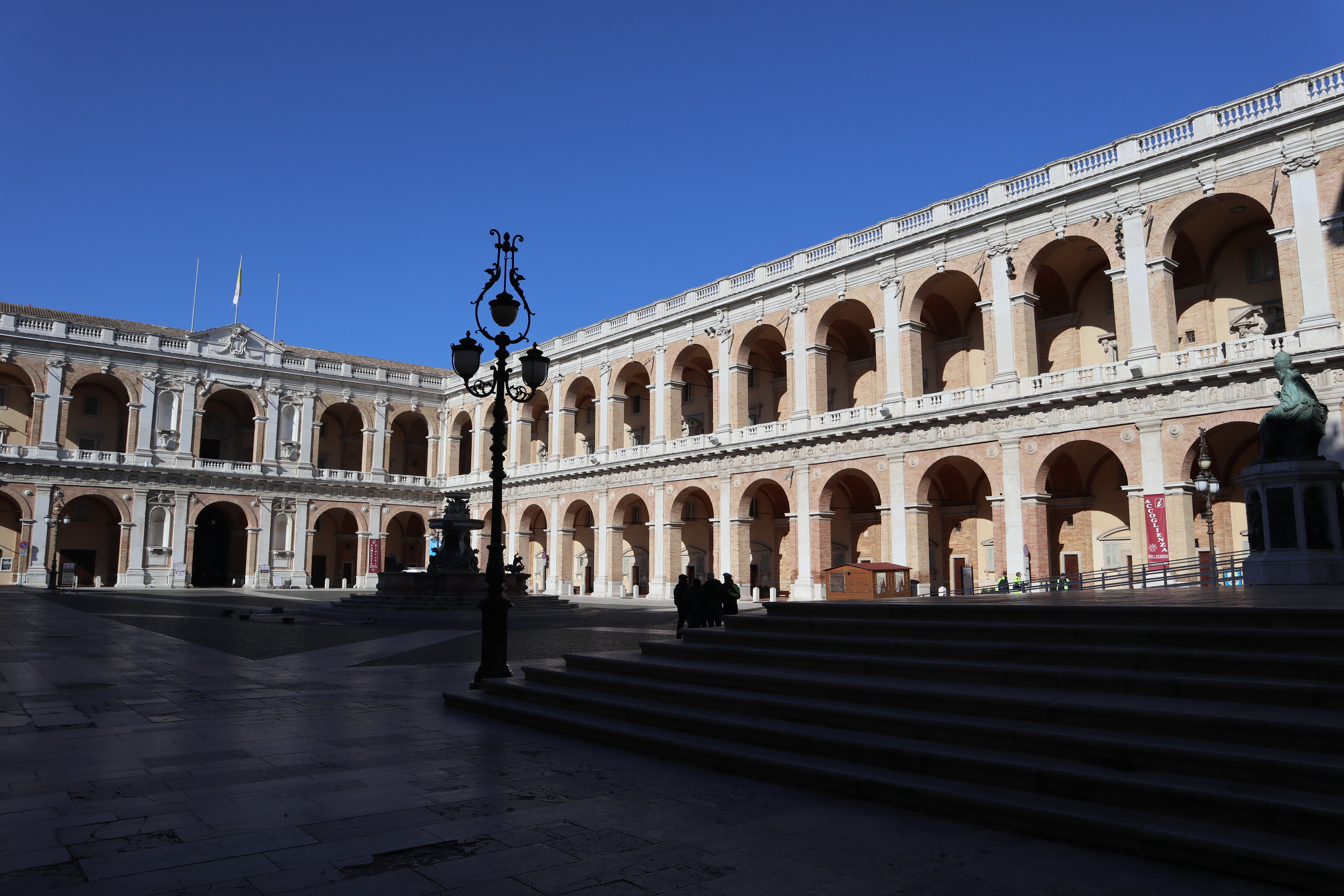
Il Palazzo Apostolico di Loreto, sede del Museo pontificio della Santa Casa

|                      | Musei |
| -------------------- | --- |
| Ancona               | Museo archeologico nazionale delle Marche                                                                                                   |
| Ancona               | Museo diocesano di Ancona |
| Ancona               | Museo Tattile Omero |
| Ancona               | Pinacoteca civica "Francesco Podesti" |
| Ancona               | Museo della città di Ancona |
| Arcevia              | Museo archeologico statale |
| Arcevia              | Raccolta permanente Alfieri, Mannucci, Bruno d'Arcevia                                                                                      |
| Belvedere Ostrense   | Museo internazionale dell'immagine postale                                                                                                  |
| Castelfidardo        | Museo internazionale della Fisarmonica |
| Castelfidardo        | Museo del Risorgimento |
| Castelleone di Suasa | Museo civico archeologico della città romana di Suasa - Alvaro Casagrande                                                                   |
| Castelplanio         | Civica Raccolta d'Arte, Storia e Cultura di Castelplanio                                                                                    |
| Corinaldo            | Civica Raccolta d'Arte "Claudio Ridolfi" |
| Corinaldo            | Sala del Costume e delle Tradizioni popolari                                                                                                |
| Cupramontana         | Museo Internazionale dell'Etichetta del Vino                                                                                                |
| Cupramontana         | Galleria San Lorenzo "Fondo Fileni" |
| Fabriano             | Museo della Carta e della Filigrana |
| Fabriano             | Pinacoteca civica Bruno Molajoli, che ospita gran parte delle opere d'arte in precedenza esposte nel Deposito attrezzato delle Opere d'Arte |
| Falconara Marittima  | Pinacoteca Internazionale d'Arte Francescana Contemporanea "Nel Nome di Francesco"                                                          |
| Falconara Marittima  | Museo della Resistenza |
| Filottrano           | Museo della civiltà contadina |
| Filottrano           | Museo del Biroccio |
| Genga                | Museo d'arte sacra "San Clemente" |
| Genga                | Museo speleo paleontologico ed archeologico                                                                                                 |
| Jesi                 | Museo civico archeologico di Jesi e del territorio                                                                                          |
| Jesi                 | Pinacoteca civica e galleria di arte contemporanea                                                                                          |
| Jesi                 | Studio per le arti della stampa (S.A.S.) |
| Loreto               | Museo pontificio della Santa Casa |
| Loreto               | Museo storico aeronautico |
| Maiolati Spontini    | Museo "Gaspare Spontini" |
| Montecarotto         | Museo Civico e della Mail Art |
| Morro d'Alba         | Museo Utensilia |
| Numana               | Antiquarium statale |
| Offagna              | Museo della Rocca |
| Offagna              | Museo di Scienze Naturali "Luigi Paolucci"                                                                                                  |
| Osimo                | Museo civico di Osimo |
| Osimo                | Museo diocesano di Osimo |
| Ostra                | Pinacoteca Comunale |
| Ostra Vetere         | Museo civico-parrocchiale Maria Crocefisso Satellico                                                                                        |
| Sassoferrato         | Museo della miniera di zolfo di Cabernardi                                                                                                  |
| Senigallia           | Museo d'arte moderna, dell'informazione e della fotografia                                                                                  |
| Senigallia           | Museo di storia della mezzadria |
| Senigallia           | Area archeologica la Fenice |
| Serra de' Conti      | Le stanze del tempo sospeso - Museo delle arti monastiche                                                                                   |
| Serra San Quirico    | Cartoteca storica delle Marche |
| Staffolo             | Museo dell'Arte del Vino |

#### Monumenti e luoghi d'interesse

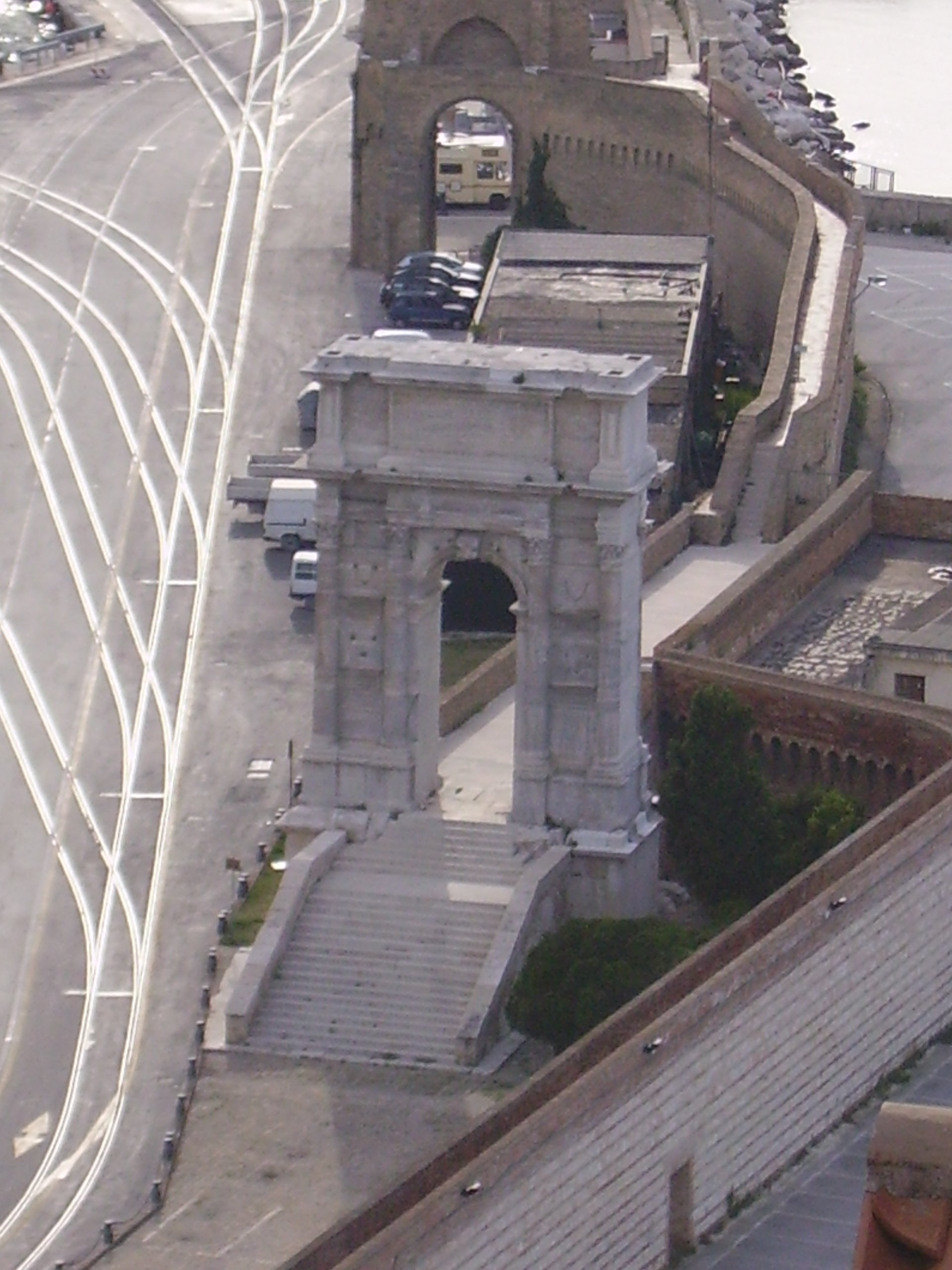
L'Arco di Traiano

|               | Monumenti                                       |
| ------------- | ----------------------------------------------- |
| Ancona        | Si veda la voce Monumenti di Ancona             |
| Castelfidardo | Monumento nazionale delle Marche                |
| Montecarotto  | Monumento ai caduti della prima guerra mondiale |

#### Teatri

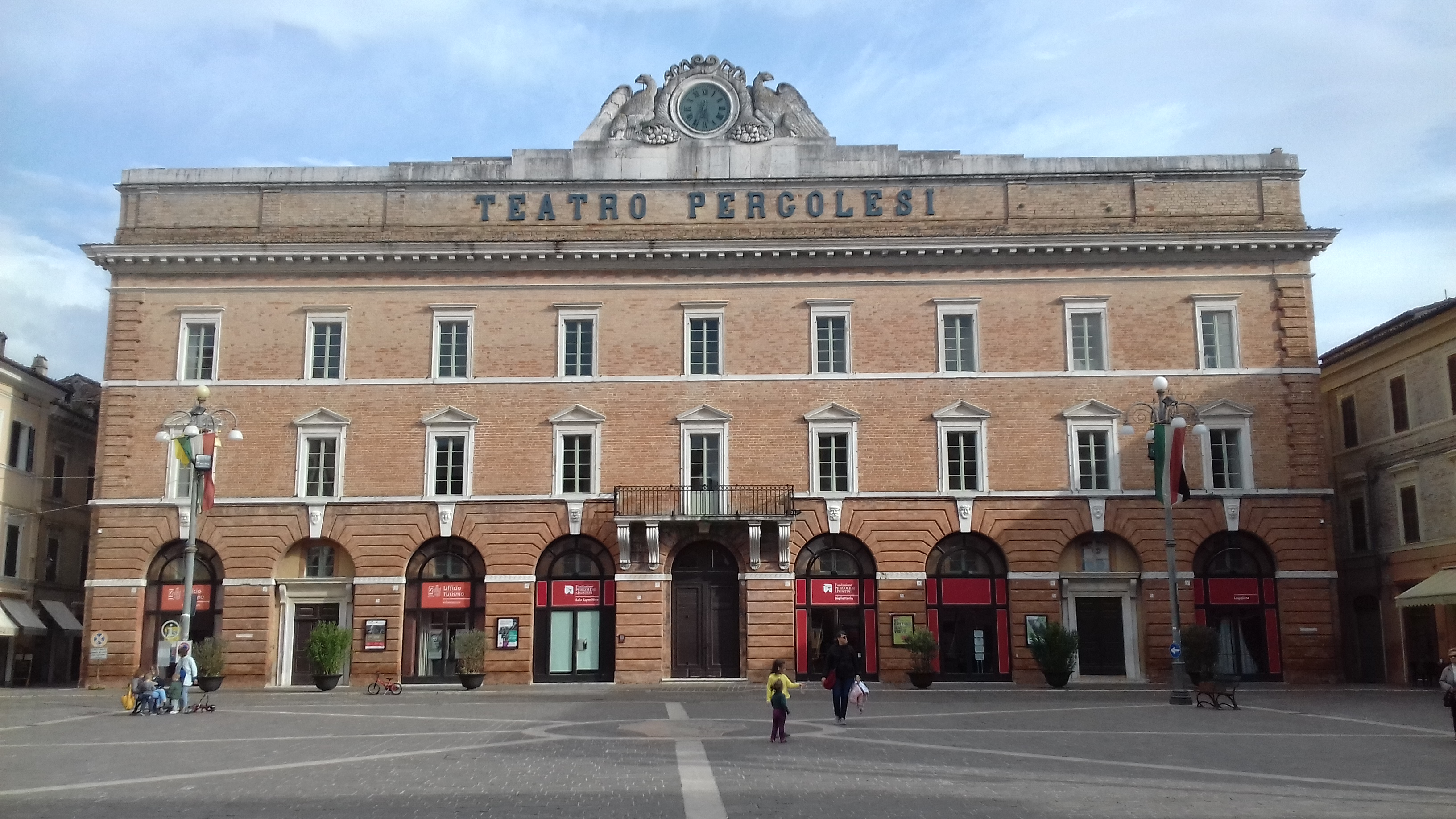
Il Teatro Giovanni Battista Pergolesi di Jesi

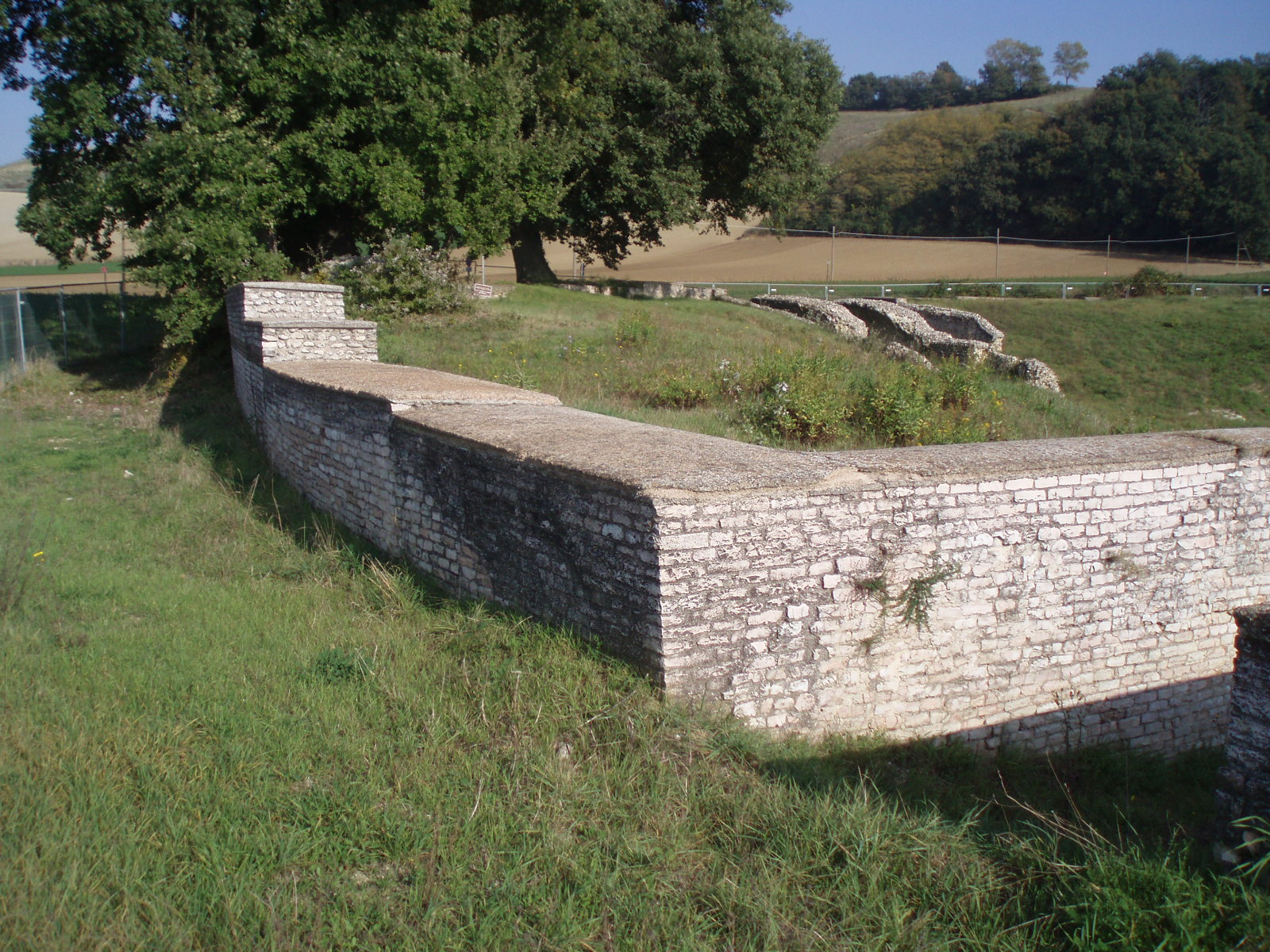
L'Anfiteatro romano di Suasa

|                      | Teatri                                  |
| -------------------- | --------------------------------------- |
| Ancona               | Teatro delle Muse                       |
| Ancona               | Teatro sperimentale Lirio Arena         |
| Arcevia              | Teatro Misa                             |
| Castelleone di Suasa | Anfiteatro romano di Suasa              |
| Chiaravalle          | Teatro comunale                         |
| Corinaldo            | Teatro Carlo Goldoni                    |
| Fabriano             | Teatro Gentile da Fabriano              |
| Jesi                 | Teatro Giovanni Battista Pergolesi      |
| Jesi                 | Teatro studio Valeria Moriconi          |
| Loreto               | Teatro comunale San Gallo               |
| Maiolati Spontini    | Teatro Gaspare Spontini                 |
| Montecarotto         | Teatro comunale                         |
| Montemarciano        | Teatro Vittorio Alfieri                 |
| Monte San Vito       | Teatro condominiale La Fortuna          |
| Osimo                | Teatro la nuova Fenice                  |
| Ostra                | Teatro La Vittoria                      |
| San Marcello         | Teatro Primo Ferrari                    |
| Senigallia           | Teatro La Fenice                        |
| Serra San Quirico    | Teatro comunale Santa Maria del Mercato |
| Sirolo               | Teatro Cortesi                          |

### Enogastronomia

#### Gastronomia
Il territorio provinciale, soprattutto nell'entroterra, ha mantenuto uno stretto contatto con la ruralità tradizionale e il lavoro di vari comuni, enti, associazioni, imprenditori agricoli ha permesso la conservazione e la valorizzazione di una grande varietà di prodotti tradizionali di qualità, con produzioni che vanno dalla dimensione di nicchia (ad esempio la Cipolla di Suasa) a prodotti affermati a livello internazionale (il Verdicchio).

#### Vini
Il Parco enogastronomico della Marca centrale – I castelli del Verdicchio è stato creato negli ultimi anni per riunire tutte le esperienze di valorizzazione, promozione e salvaguardia a presidio dei prodotti tipici della provincia: aderiscono al parco sia molti comuni della provincia di Ancona che produttori e ristoratori interessati nel settore.
I prodotti attualmente oggetto di valorizzazione sono: il Verdicchio, il Lacrima di Morro d'Alba, il vino di visciole (una ciliegia selvatica), il lonzino di fico, la Cicerchia di Serra de' Conti, il farro (nella vicina San Lorenzo in Campo è presente l'unica farroteca d'Italia), la sapa e l'agresto prodotti secondari della vinificazione utilizzati tradizionalmente come condimento dolce e aceto dolce, piccoli frutti (come more e lamponi), il ciauscolo (salume spalmabile tipico dell'area appenninica), miele vergine e olio extravergine di oliva, specialmente il monovarietale realizzato con la Raggia, cultivar presente unicamente in questa provincia.
Particolare riguardo è riservato alla produzione da agricoltura biologica sempre più diffusa nella provincia.

## Sport
La Società Sportiva Calcio Ancona, meglio nota come Ancona o Ancona Calcio, è una società calcistica italiana con sede nella città di Ancona. Milita in Serie D, il quarto livello del campionato italiano di calcio.
Ha partecipato a due campionati di Serie A (1992-1993;2003-2004),trentuno campionati di Serie B e trentanove di Serie C ed ha disputato la finale di Coppa Italia 1993-1994 perdendo per 6-1 contro la Sampdoria

### Altri sport

#### Pallacanestro
Dalla Provincia di Ancona provengono 2 importanti società:
- Fabriano Basket, 7 volte in serie A1, fallita nel 2008
- Aurora Basket Jesi, con un passato in serie A1 attualmente disputa la DNA gold (ex A2)

## Amministrazioni

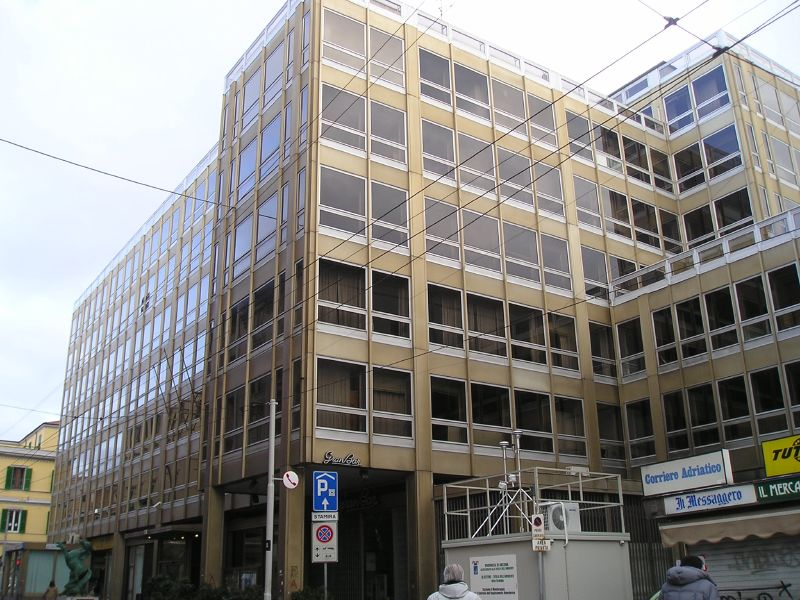
Ex sede

L'attuale presidente della provincia è Daniele Carnevali, sindaco di Polverigi, eletto il 19 dicembre 2021. La sede degli uffici si trovava in corso Stamira, nel centro di Ancona, nel "Palazzo di vetro" costruito nel 1969 e chiuso per la bonifica dall'amianto dal 2010 al 2012. Ora gli uffici si trovano divisi in diversi luoghi della città, alcuni anche in periferia.

## Comuni
Appartengono alla provincia di Ancona 47 comuni.
| Comune               | Popolazione ab. | Superficie km² | Stemma |
| -------------------- | --------------- | -------------- | ------ |
| Agugliano            | 4 794           | 21,68          |        |
| Ancona               | 101 118         | 123,71         |        |
| Arcevia              | 4 345           | 126,40         |        |
| Barbara              | 1 303           | 10,83          |        |
| Belvedere Ostrense   | 2 154           | 28,91          |        |
| Camerano             | 7 174           | 19,81          |        |
| Camerata Picena      | 2 545           | 11,64          |        |
| Castelbellino        | 5 067           | 5,92           |        |
| Castelleone di Suasa | 1 585           | 15,83          |        |
| Corinaldo            | 4 899           | 48,32          |        |
| Castelfidardo        | 18 613          | 32,70          |        |
| Castelplanio         | 3 409           | 15,07          |        |
| Cerreto d'Esi        | 3 583           | 16,60          |        |
| Chiaravalle          | 14 722          | 17,39          |        |
| Cupramontana         | 4 543           | 26,89          |        |
| Fabriano             | 30 228          | 269,61         |        |
| Falconara Marittima  | 25 794          | 25,46          |        |
| Filottrano           | 9 219           | 70,25          |        |
| Genga                | 1 686           | 72,35          |        |
| Jesi                 | 39 992          | 107,72         |        |
| Loreto               | 12 717          | 17,69          |        |
| Maiolati Spontini    | 6 198           | 21,42          |        |
| Mergo                | 1 008           | 7,26           |        |
| Monsano              | 3 326           | 14,29          |        |
| Montecarotto         | 1 898           | 24,08          |        |
| Montemarciano        | 9 871           | 22,09          |        |
| Monte Roberto        | 3 031           | 13,51          |        |
| Monte San Vito       | 6 795           | 21,63          |        |
| Morro d'Alba         | 1 816           | 19,12          |        |
| Numana               | 3 797           | 10,74          |        |
| Offagna              | 2 033           | 10,53          |        |
| Osimo                | 34 907          | 105,42         |        |
| Ostra                | 6 546           | 46,59          |        |
| Ostra Vetere         | 3 186           | 29,86          |        |
| Poggio San Marcello  | 665             | 13,53          |        |
| Polverigi            | 4 592           | 24,63          |        |
| Rosora               | 1 943           | 9,42           |        |
| San Marcello         | 2 013           | 25,52          |        |
| San Paolo di Jesi    | 926             | 10,07          |        |
| Santa Maria Nuova    | 4 107           | 18,04          |        |
| Sassoferrato         | 7 000           | 135,21         |        |
| Senigallia           | 44 626          | 115,77         |        |
| Serra de' Conti      | 3 722           | 24,52          |        |
| Serra San Quirico    | 2 680           | 49,12          |        |
| Sirolo               | 4 108           | 16,68          |        |
| Staffolo             | 2 196           | 27,66          |        |
| Trecastelli          | 7 541           | 38,66          |        |
| Provincia di Ancona  | 470 021         | 1 940,16       |        |

### Comuni più popolosi
| Stemma | Città               | Popolazione ab. | Superficie km2 |
| ------ | ------------------- | --------------- | -------------- |
|        | Ancona              | 102 047         | 123,71         |
|        | Senigallia          | 44 536          | 115,77         |
|        | Jesi                | 40 410          | 107,72         |
|        | Osimo               | 35 037          | 105,42         |
|        | Fabriano            | 31 745          | 269,61         |
|        | Falconara Marittima | 27 964          | 25,46          |

Fabriano è il comune più grande, mentre Castelbellino ha la minor estensione territoriale. Sono solo due i comuni nell'intera provincia che hanno meno di 1 000 abitanti: Poggio San Marcello e San Paolo di Jesi.
| Stemma | Città               | Popolazione ab. | Superficie km² |
| ------ | ------------------- | --------------- | -------------- |
|        | Castelbellino       | 4 666           | 5,92           |
|        | San Paolo di Jesi   | 923             | 10,07          |
|        | Poggio San Marcello | 758             | 13,53          |

In media, la provincia ha 10 128 abitanti e 41,3 km² per comune.

## Comunità montane
- Comunità Montana dell'Esino Frasassi

## Parchi e Riserve naturali
- Parco regionale del Conero
- Parco naturale regionale della Gola della Rossa e di Frasassi
- Riserva naturale regionale orientata di Ripa Bianca

## Galleria d'immagini

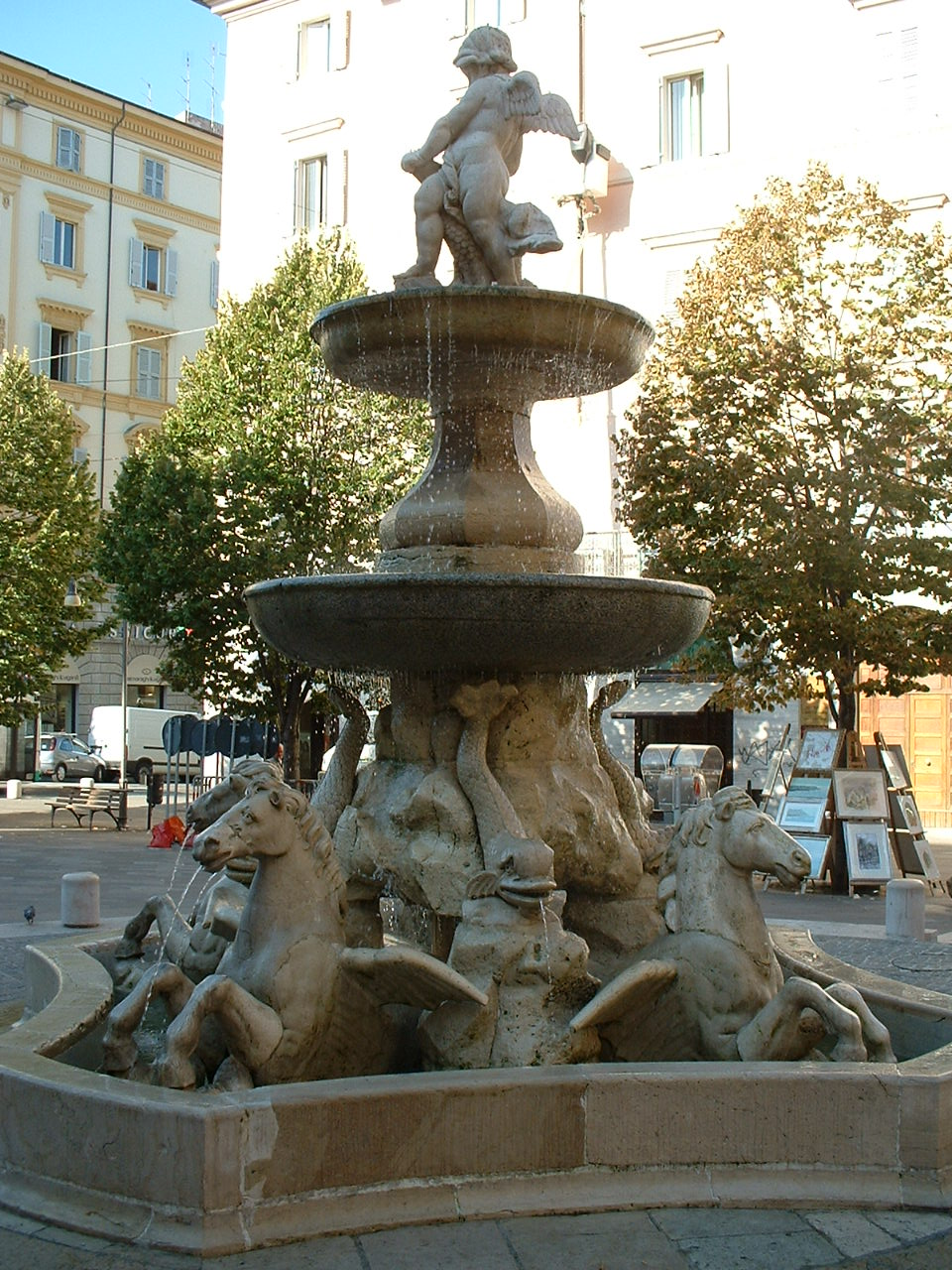
La fontana dei cavalli ad Ancona
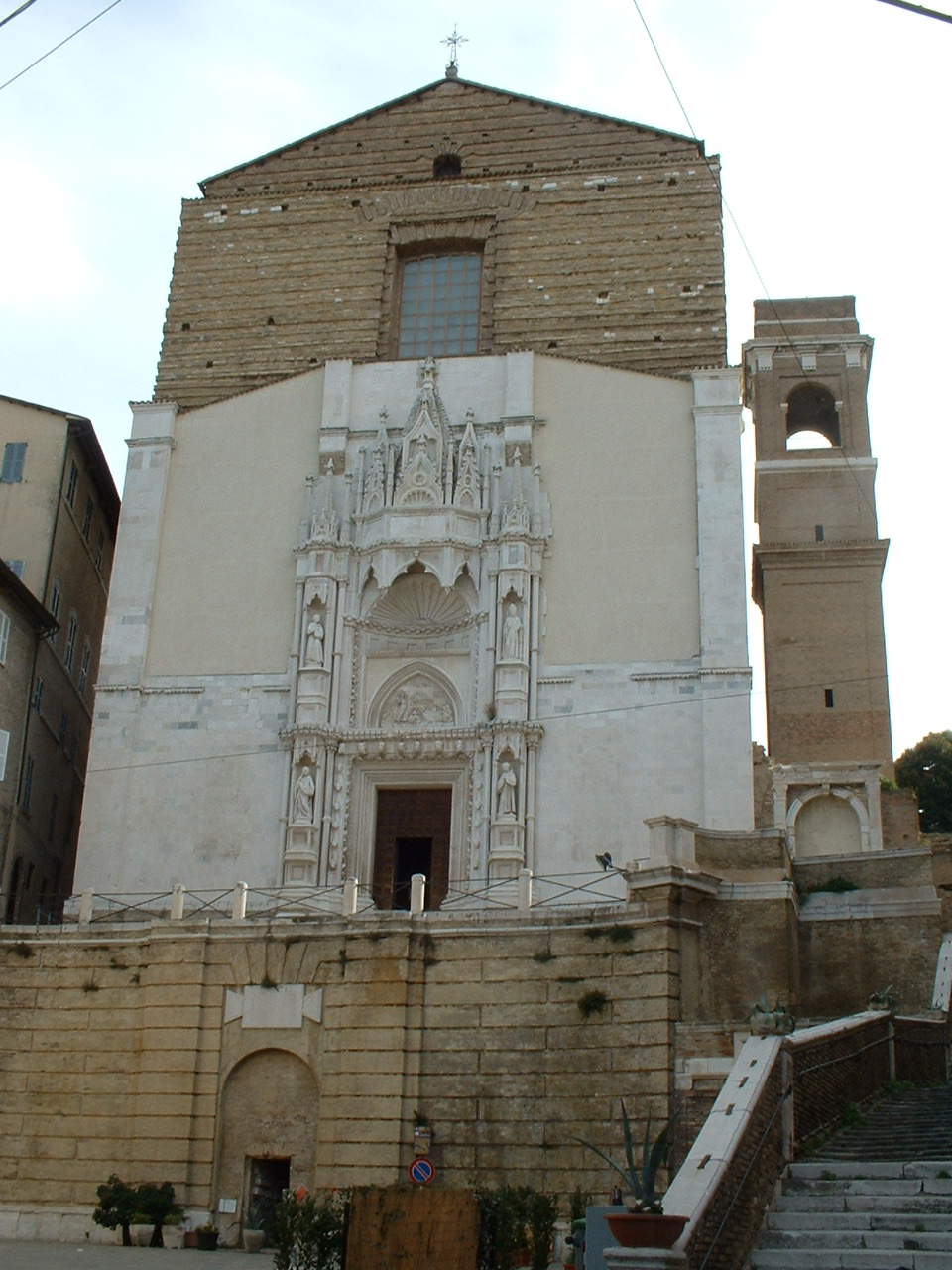
San Francesco alle scale ad Ancona
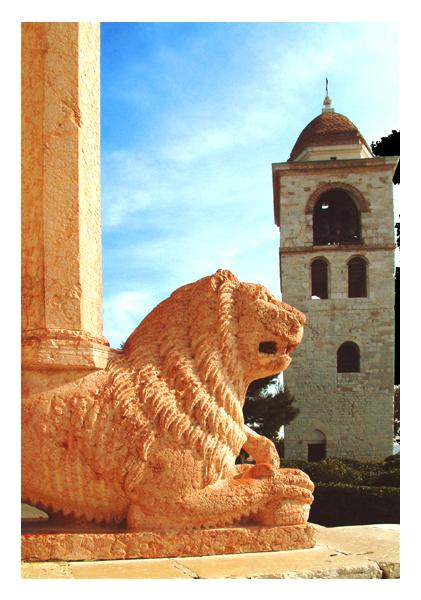
Cattedrale di San Ciriaco ad Ancona
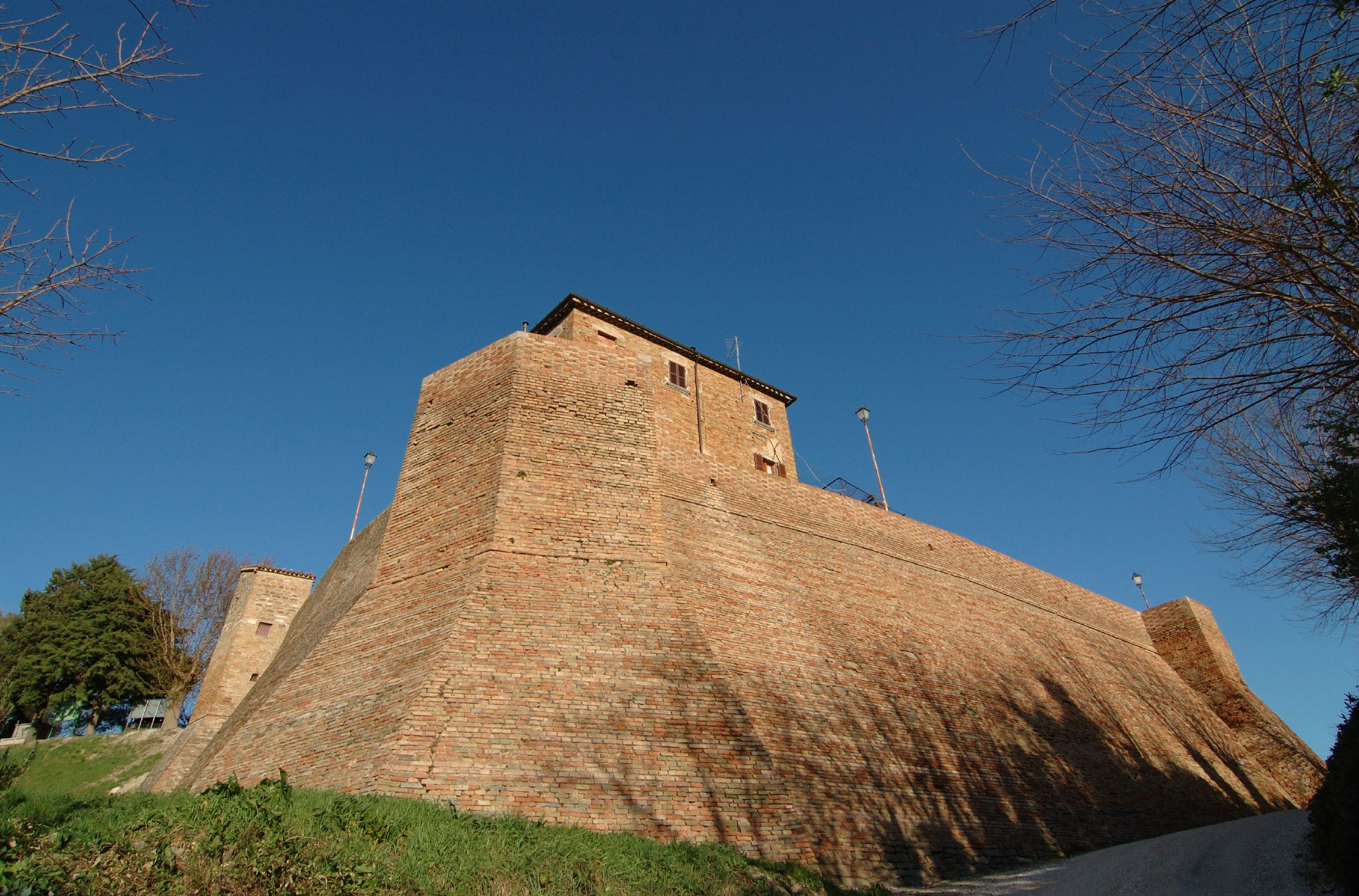
Il castello di Loretello
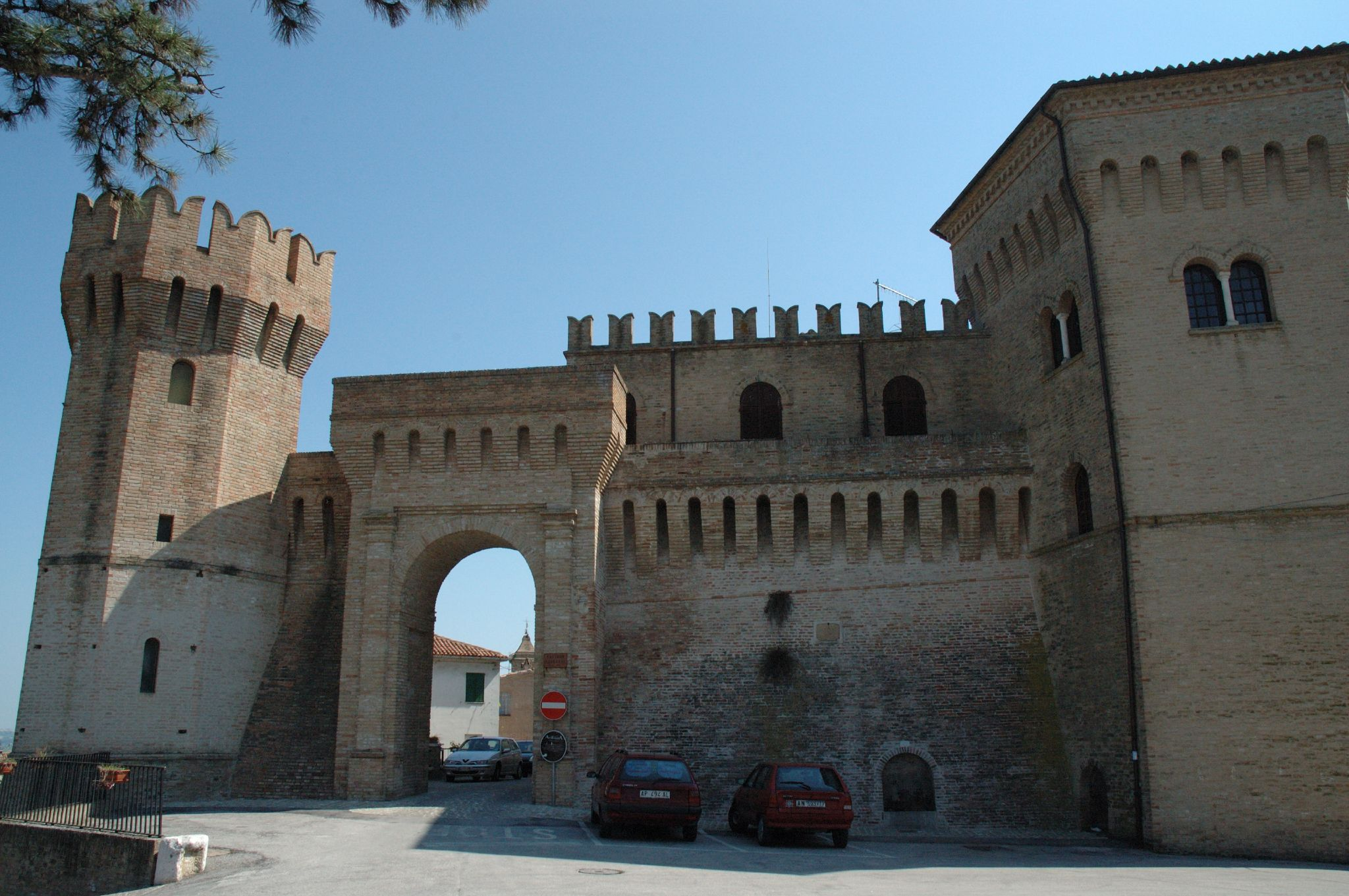
Le mura di Barbara
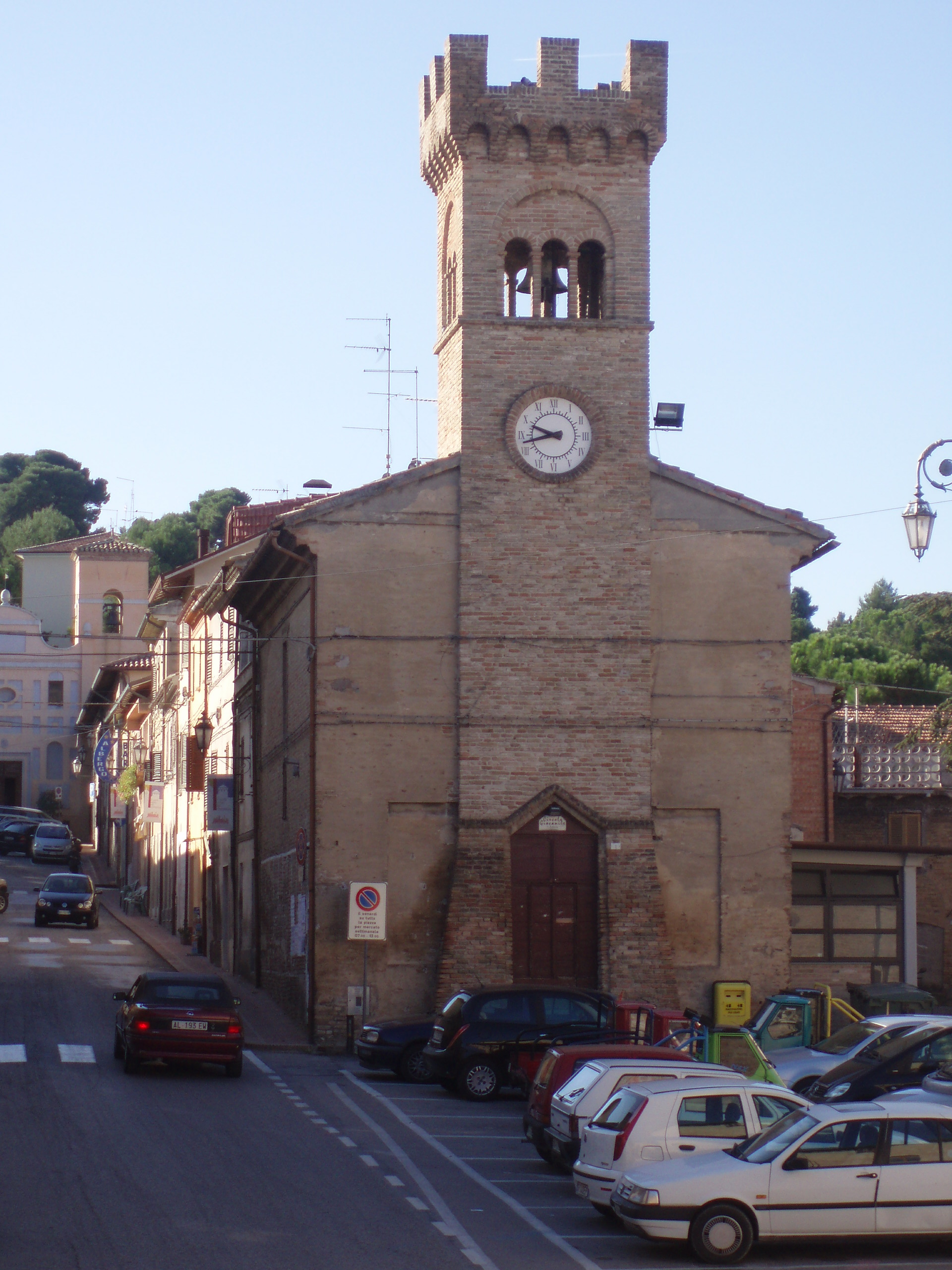
Torre Civica - ex chiesa di Sant'Antonio a Castelleone di Suasa
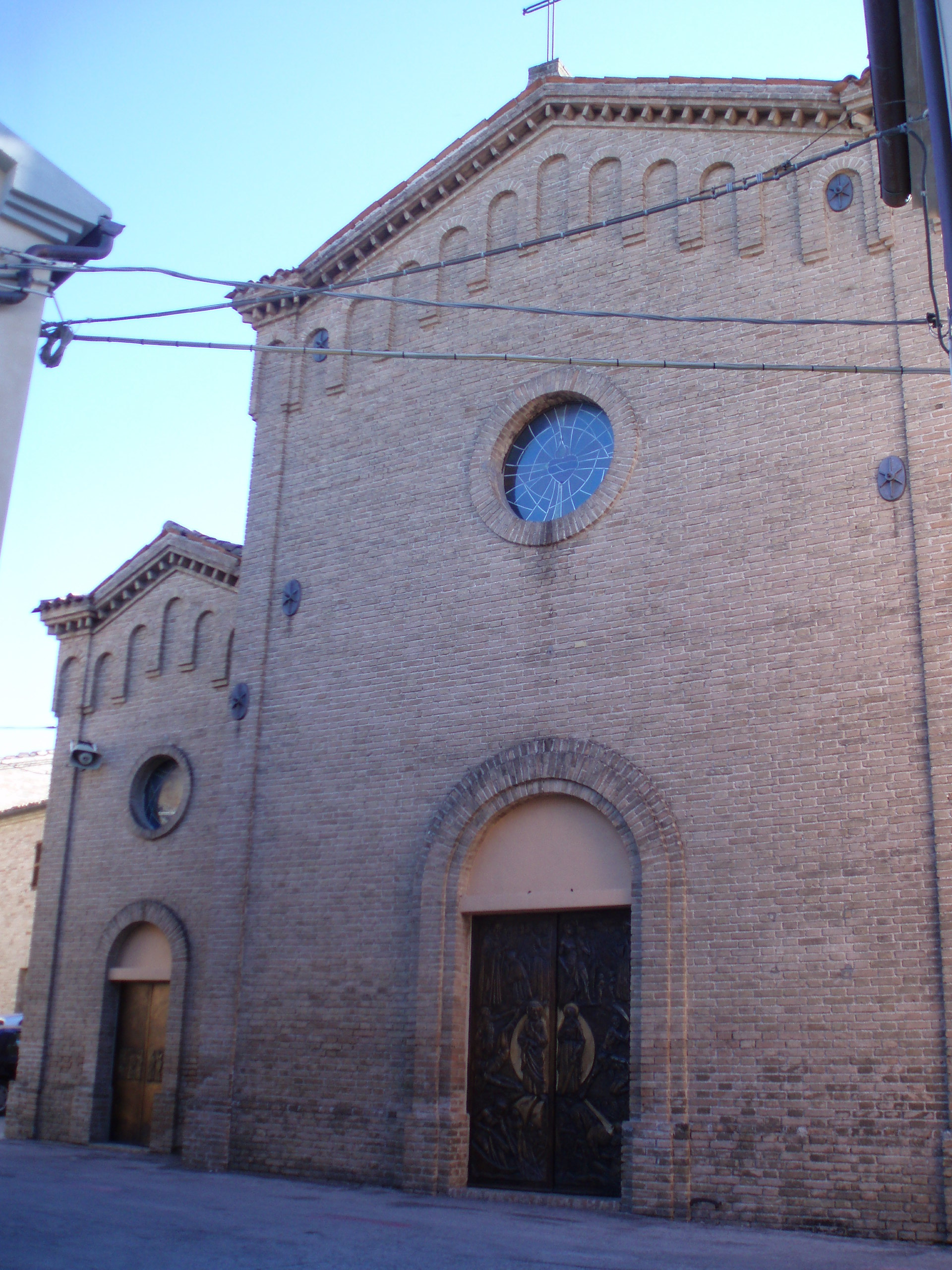
Chiesa parrocchiale dei Santi Pietro e Paolo a Castelleone di Suasa
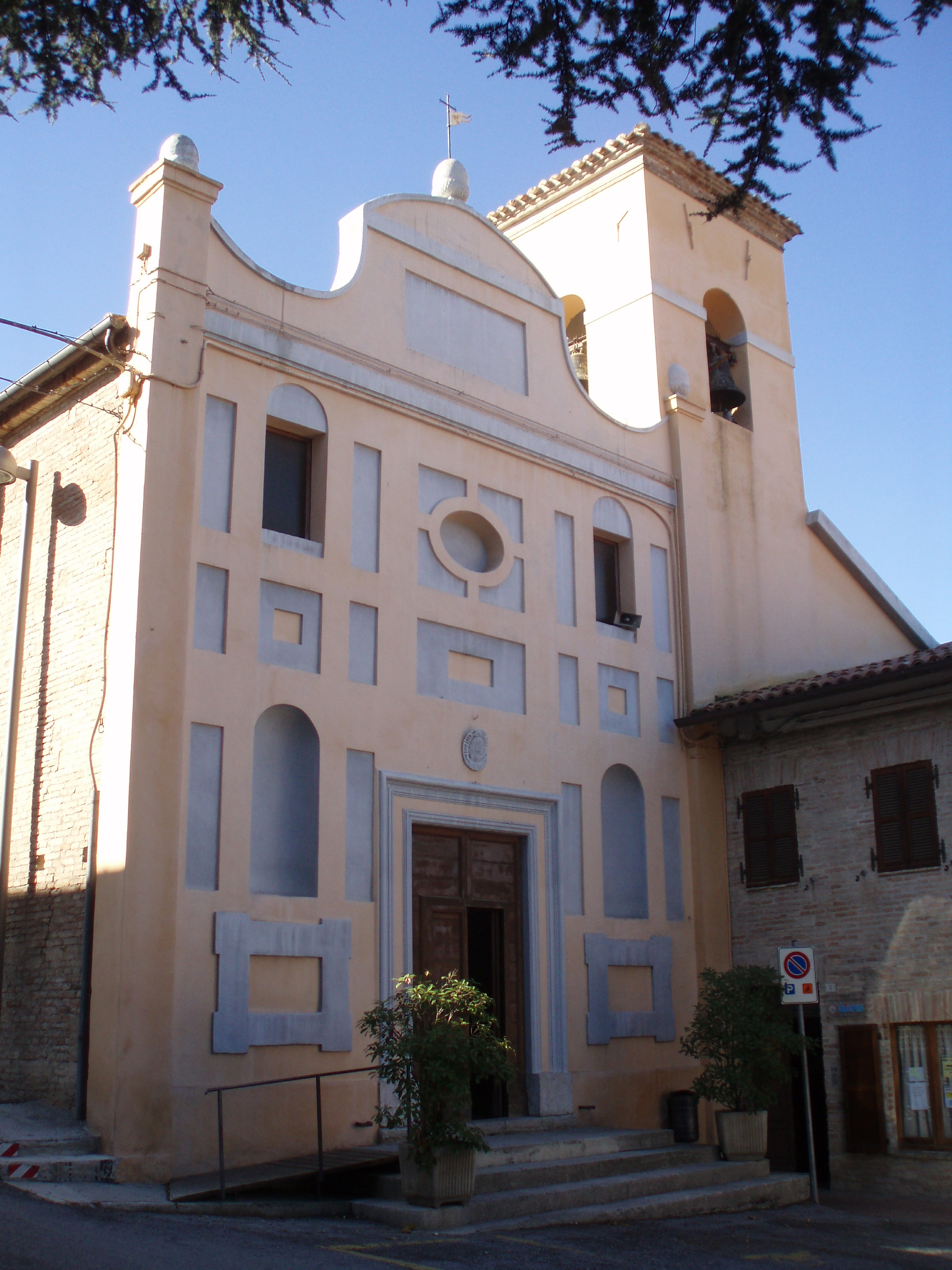
Chiesa di San Francesco di Paola a Castelleone di Suasa